# Лейден
Ле́йден (нід. Leiden, МФА: [ˈlɛi̯də(n)]) — місто та муніципалітет у Нідерландах, у провінції Південна Голландія. Розміщене на заході країни, на річці Ауде-Рейн, за 18 км на північний схід від Гааги та за 45 км на південний захід від Амстердама. Четверте за населенням місто провінції, після Роттердама, Гааги та Зутермера. Разом із сусідніми муніципалітетами Угстгест, Ворсхотен, Лейдердорп і Зутервауде утворює агломерацію, а також входить до конурбації Рандстад. Історичний центр, другий за площею в країні, забудований переважно будинками XV–XVII століть. Головний освітній центр — Лейденський університет, найстаріший університет Нідерландів, що діє з 1575 року. Святий покровитель — апостол Петро.

## Назва
- Ле́йден (нід. Leiden, - [ˈlɛi̯də(n) ] ( прослухати); стара ортографія: Leyden) — сучасна назва. Вперше згадується в документі 1108 року, де також указаний місцевий бургграф — Адельвіно де Ледене. Також є версія, що назва походить від германського слова lagiþon, де корінь lag- означає «вода». Ще за однією версією назва походить від річки Leyte, яка впадала в Ауде-Рейн. У літописах IX століття, де вперше згадується місто, зустрічається назва Leithon.

- Лугдуній, або Батавський Лугдуній (лат. Lugdunum Batavorum) — латинська назва, що походить від римського каструму на землях Батавії. Використовувалася протягом Середньовіччя і Раннього нового часу, зокрема в наукових, видавничих колах. Сучасні дослідження довели, що каструм був поблизу сучасного міста Катвейк.

## Географія
Лейден розміщений на півночі провінції Південна Голландія, за 18 км на північний схід від Гааги та за 45 км на південний захід від Амстердама.

### Річки, канали і парки

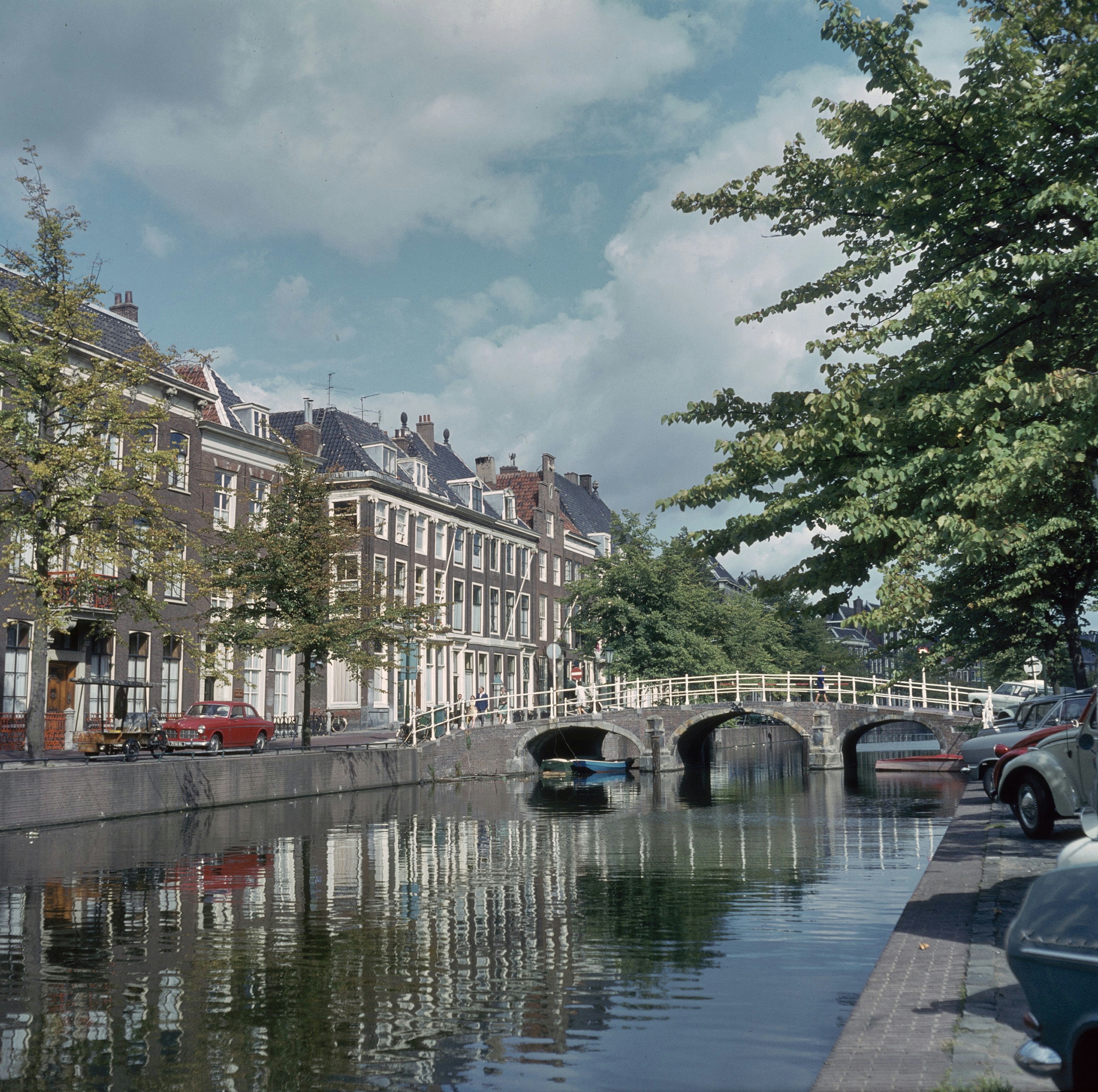
Канал Рапенбург

Основними природними водними артеріями міста є річка Ауде-Рейн та її рукав Ньїве-Рейн. Вони розгалужуються на східній межі міста та знову об'єднуються в його центрі. Приблизно у місці злиття Ауде-Рейна і Ньїве-Рейна, у Рейн впадає річка Маре, остання ділянка якої (від каналу Ауде-Вест) схована під землею.

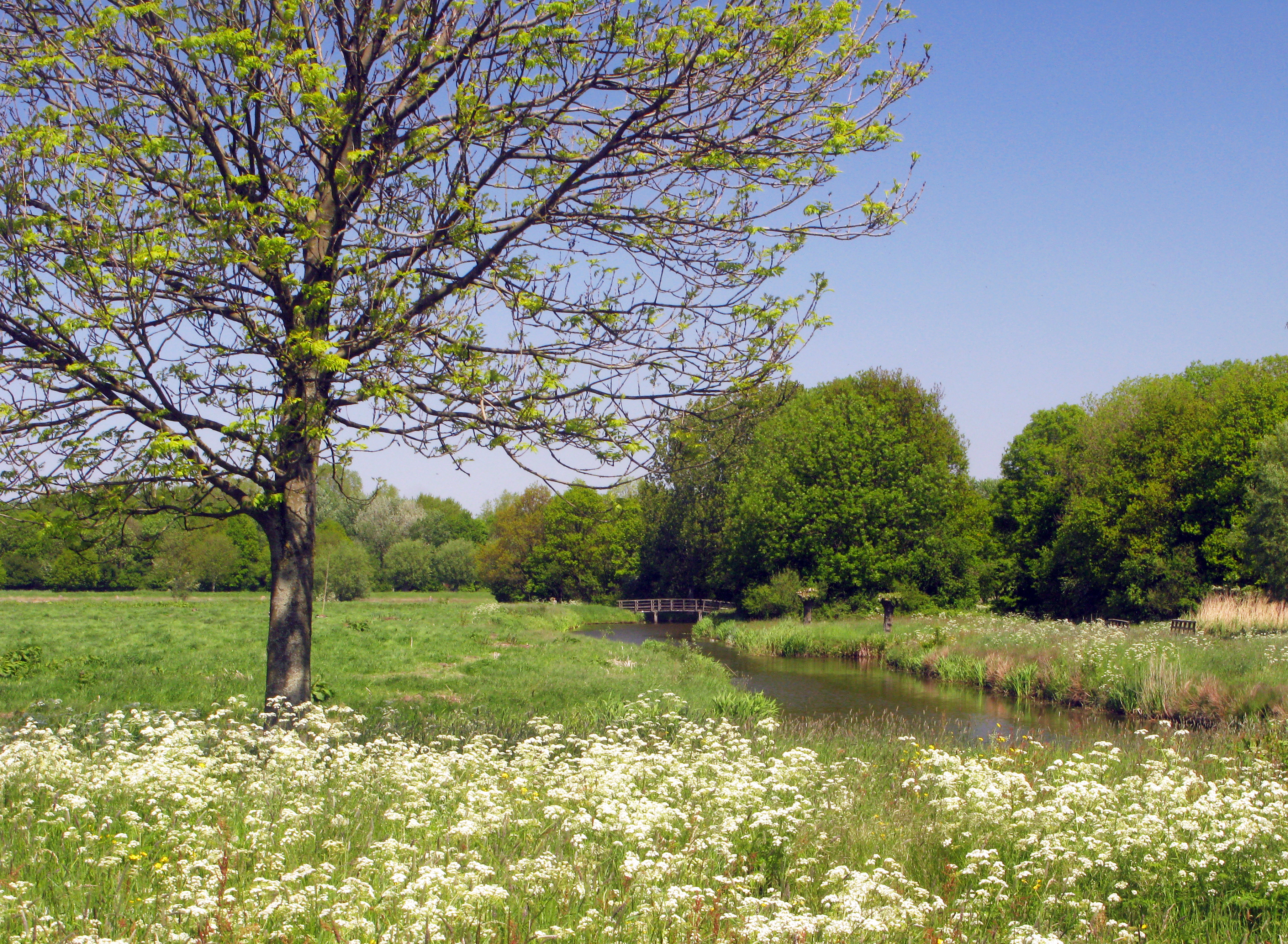
Парк Кроненстейн

Окрім цих річок, у місті багато каналів. Історичний центр міста оточують з півночі канал Ауде-Вест, з півдня і південного заходу — канал Рапенбург, на думку лейденців — найкрасивіший канал у світі. Центральна частина міста оточена сінгелом — середньовічним оборонним ровом, який розділяється на наступні ділянки (з північного заходу за годинниковою стрілкою): Морссінгел, Рейнсбургерсінгел, Маресінгел, Херенсінгел, Зейлсінгел, Зутерваудесінгел та Вітте Сінгел. На сході центральну частину міста з півночі на південь перетинають канали Бінненвестграхт, Ваардграхт, Оран'єграхт і Херенграхт.
На сході місто оминає канал Зейл, на півдні — Рейн-Схіканал, який з'єднується з Рейном каналом Фліт.
Біля багатьох каналів влаштовані зелені зони. Так, на каналі Вітте Сінгел розташований Hortus Botanicus, найстаріший ботанічний сад в Нідерландах і один з найстаріших в Європі, на каналі Рапенбург — парк Ван Дер Верф, на Маресінгелі — парк Хейгпарк, на Зейлссінгелі — парки Анкерпарк і Катунпарк. На південно-східній околиці міста знаходиться парк Кроненстейн, на північно-західній — парки Лейденський ліс (нід. Leidse Hout) та Ауд-Пулгест (нід. Oud-Poelgeest). Менші за площею парки розташовані майже в усіх районах Лейдена.

## Історія
Історія Лейдена нараховує понад 1200 років. Уперше поселення Leithon, розташоване на місці злиття річок Ауде-Рейн і Ньїве-Рейн, згадується у літописах близько 860 року, але ще за часів Стародавнього Риму на місці сучасного міста та прилеглих територій були давньоримські поселення.

### Від кам'яної доби до XII століття

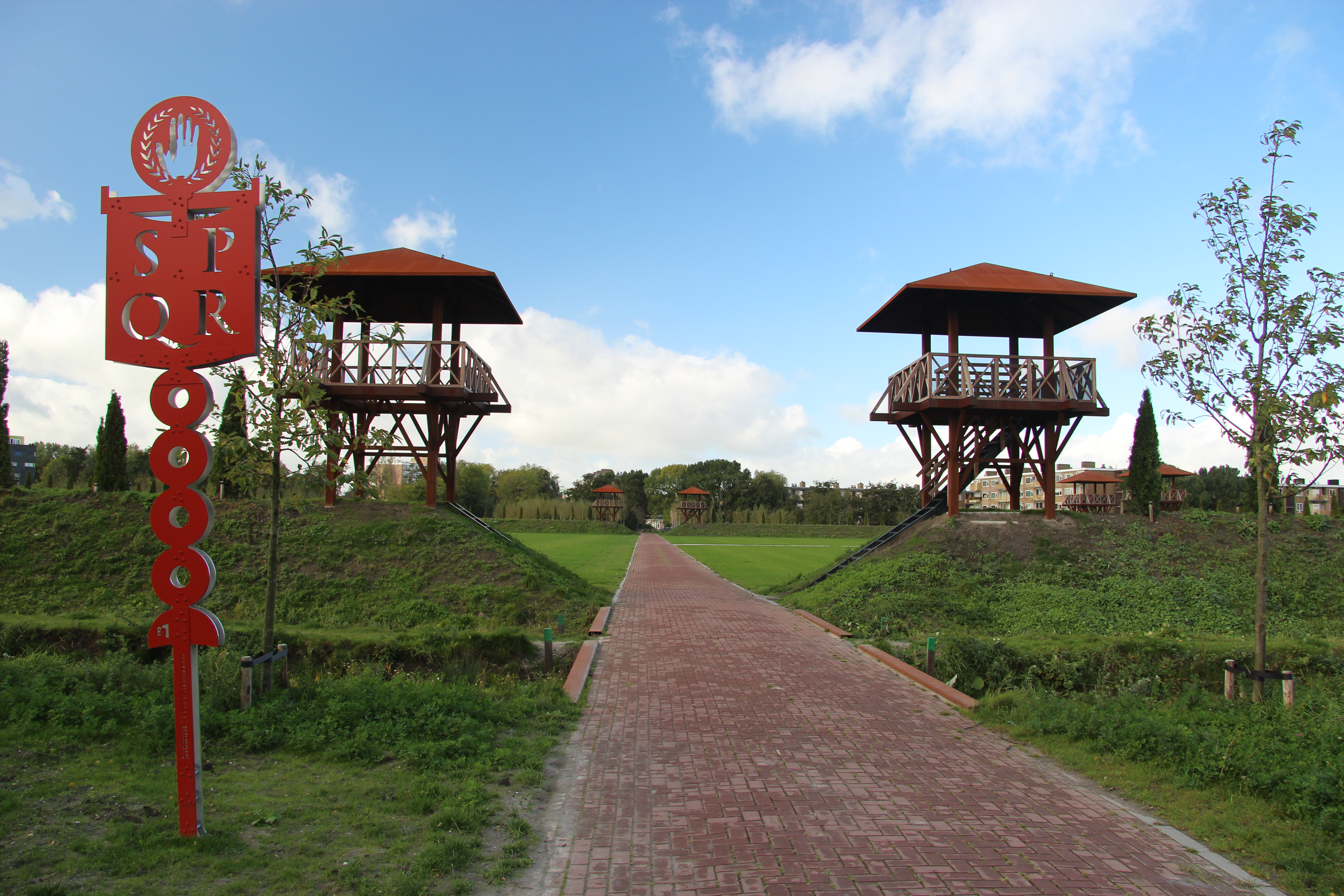
Археологічний парк Матілон, розташований на місці римського форту

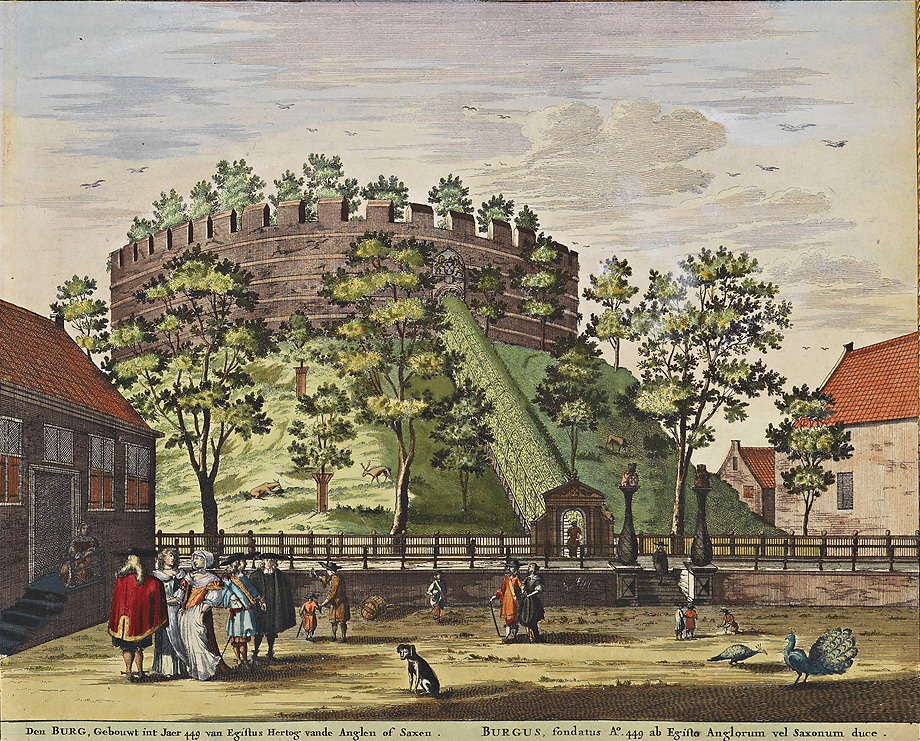
Лейденський замок. Малюнок 1698 року

Найдавніші знахідки людських поселень в околицях Лейдена сягають кам'яної доби (бл. 2000 років до н. е.), проте через значну заболоченість місцевості постійних поселень в ті часи не існувало. На початку нашої ери в регіоні почали виникати спочатку поселення германських племен, а пізніше — давньоримські форти. По південному берегу річки Ньїве-Рейн проходив кордон Римської імперії та, зокрема, провінції Нижня Германія. На кордоні будувалися форти-кастеллуми, при яких часто виникали поселення. Одним з таких фортів був Матілон, рештки якого досі існують у південно-східній частині Лейдена. Після того, як римляни у III столітті залишили ці землі, місцеве населення значно скоротилося.
У IX столітті на місці злиття річок Ауде-Рейн і Ньїве-Рейн виникає штучний пагорб із дерев'яним укріпленням типу «motte and bailey», а на іншому березі Ньїве-Рейна — поселення, яке, згідно документу 922 року, належало єпископу Утрехтському. В X—XI століттях поселення і замок, який в середині XI століття замінив старе укріплення на пагорбі, стають об'єктом феодальних війн між німецькими імператорами та графами Голландськими. Наприкінці XI — на початку XII Лейден остаточно переходить під контроль Голландського графства. Через вигідне розташування на злитті кількох річок, у місті починає розвиватися торгівля. У XII столітті, задля координації зусиль для захисту від постійних повеней, у Лейдені організовується перший ватерсхап — спеціальна рада, яка координувала і контролювала зведення дамб, шлюзів і польдерів.

### XIII—XV століття
На межі XII—XIII століть Лейден отримав «право міста», підтверджене 1266 року графом Голландським Флорісом V (1254—1296). Таке право надавало мешканцям певну свободу від феодала, самоуправління, власну судову та фінансову системи тощо. Тоді ж до Лейдена з Рейнсбюрга переноситься регіональний ярмарок. Лейден стає адміністративним, судовим і економічним центром регіону Рейнланд. У XIV столітті в місті починає розвиватися промисловість, зокрема, виробництво тканин і одягу; до міста приїжджають англійські та німецькі купці, італійські банкіри, фламандські майстри. Близько 1500 року Лейден стає найбільшим містом графства Голландія.
На початку XV століття Лейден бере участь у так званій Війні гачків і тріски. 1420 року місто бере в облогу герцог Баварський Йоганн III.

### XVI—XVIII століття

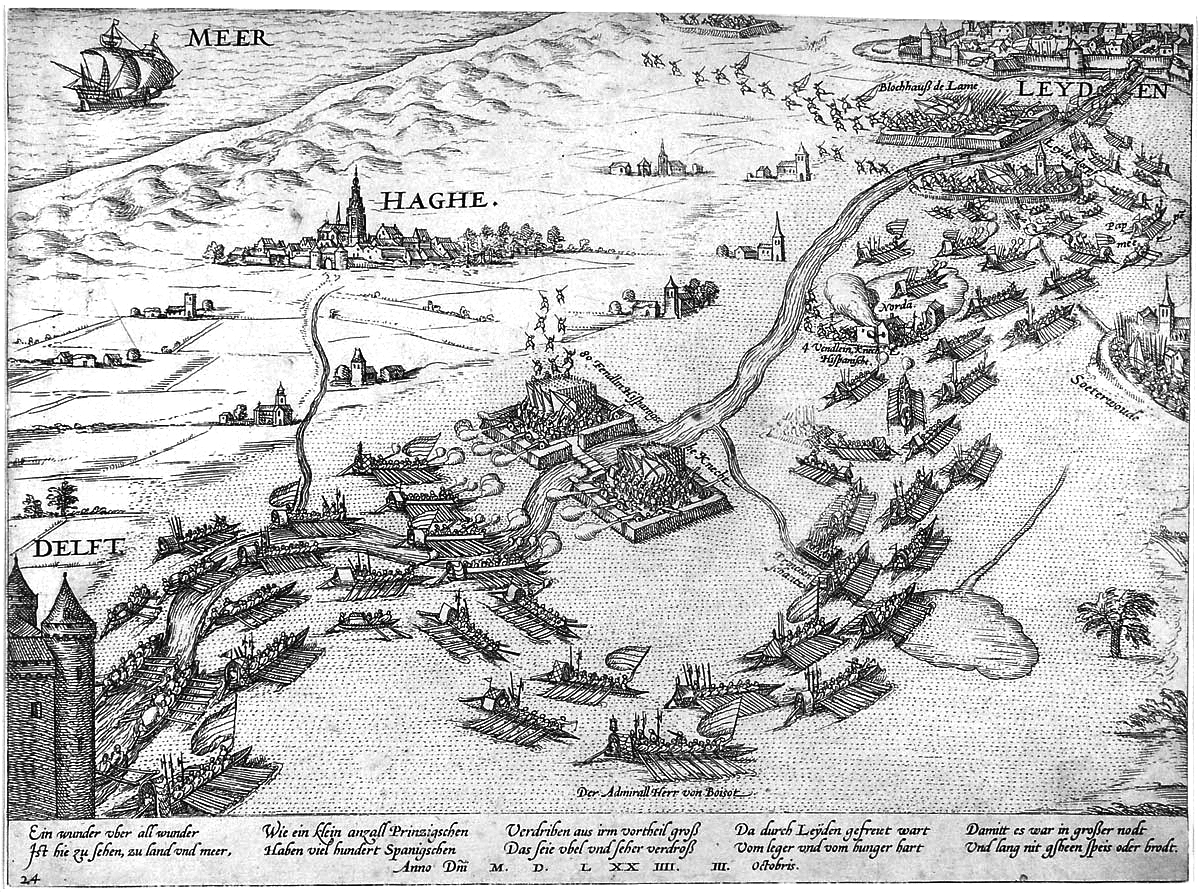
Зняття облоги Лейдена. Старовинна гравюра

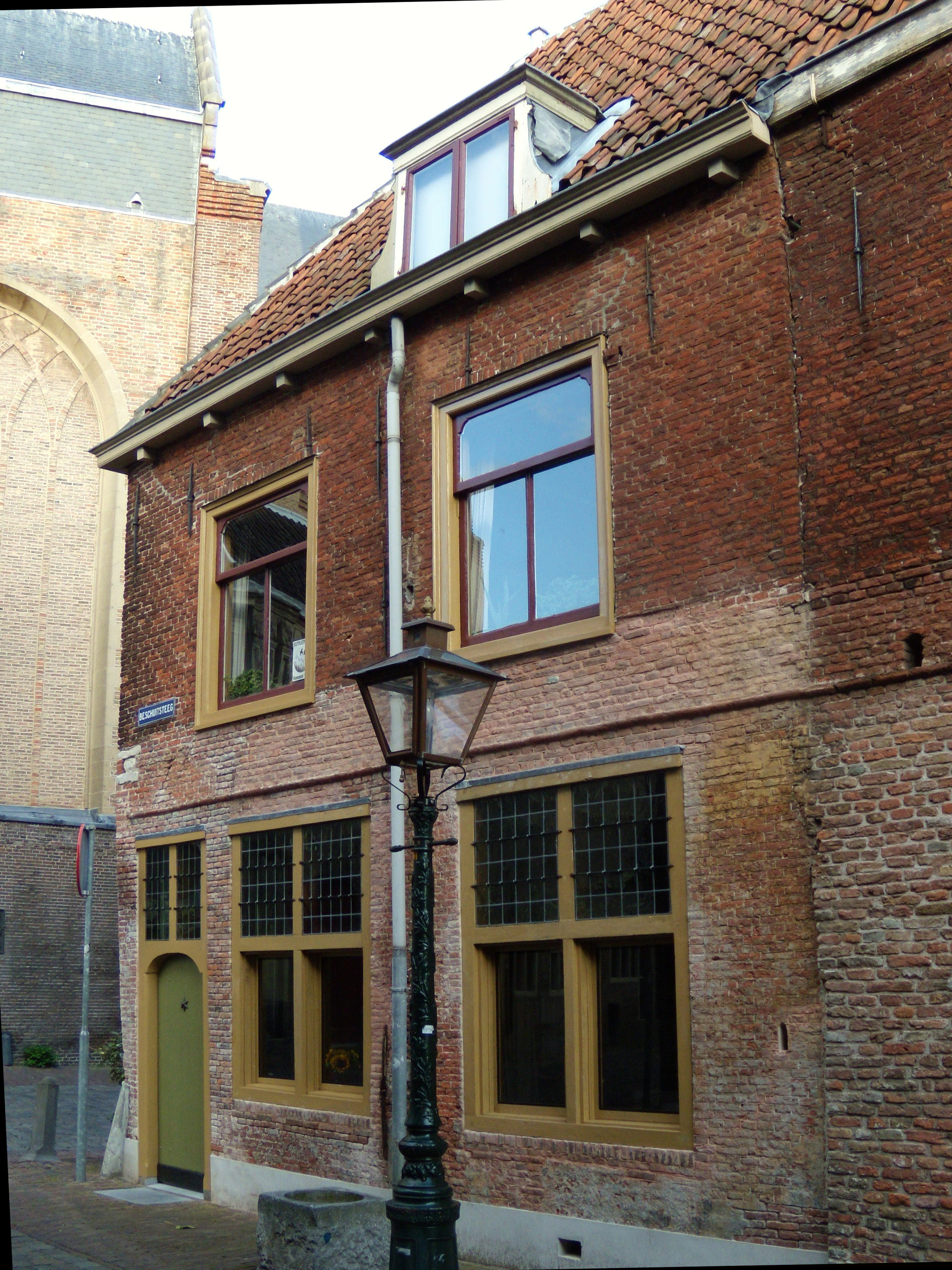
Лейденський Музей американських пілігримів

Наприкінці XV — на початку XVI століття Лейден перебував в економічній та соціальній кризі, спричиненої, з одного боку, стагнацією економіки та появою сильних конкурентів на ринку тканин, а з іншого — початком і наступним підйомом Реформації, яка завдала важкого удару католицькій церкві в Нідерландах. У середині XVI століття внаслідок династичного розподілу Священної Римської імперії територія Нідерландів, зокрема, графства Голландія, опинилися під владою Іспанської імперії. Соціальні та релігійні розбіжності між голландцями та іспанцями призвели до Восьмидесятирічної війни, яка закінчилася Нідерландською революцією. 1572 року Лейден узяв сторону повстанців, а у 1574 року місто оточила іспанська армія. Чотиримісячна облога Лейдена стала визначним епізодом Нідерландської революції, а день зняття облоги і звільнення міста повстанцями — 3 жовтня — місцевим святом. На знак вдячності за героїчну оборону міста Вільгельм I Оранський дозволив відкрити в Лейдені університет.
У XVII столітті місто активно розвивалося. У 1581 році до Лейдена переселилися друкарі Ельзевіри, які започаткували та широко розвинули друкарську справу в Лейдені. Знову почала розвиватися текстильна промисловість, у першу чергу, завдяки фламандським біженцям-протестантам, які не хотіли бути під владою католицької церкви. У другій половині XVII століття Лейден був другим за населенням (близько 70 тис. осіб станом на 1670 рік) містом Нідерландів після Амстердама. Сучасний історичний центр Лейдена складається переважно із забудови тих часів.
На початку XVII століття до Голландії з Англії перебралися пуритани, тікаючи від утисків з боку Англіканської церкви. У 1609 році вони оселилися в Лейдені. Невелика спочатку громада з часом зросла й нараховувала близько 300 осіб. Навесні 1620 року вони вирушили в довгу подорож до Північної Америки з метою оселитися в колоніях. Саме цих людей, що прибули до Нової Англії на кораблі «Мейфлавер», американці називають «батьками-пілігримами».
У XVIII столітті в текстильній промисловості Лейдена починається черговий економічний спад, спричинений, по-перше, зміцненням ринкових позицій Франції, по-друге — високою собівартістю продукції, на яку впливали високі зарплатні робітникам, викликані, у свою чергу, високою вартістю проживання в місті. Поступово виробництво почали переносити до дешевших за витратами регіонів, таких, як Тілбург і Твенте. Населення міста почало стрімко зменшуватися і на кінець століття становило близько 30 тис. осіб.

### XIX—XX століття

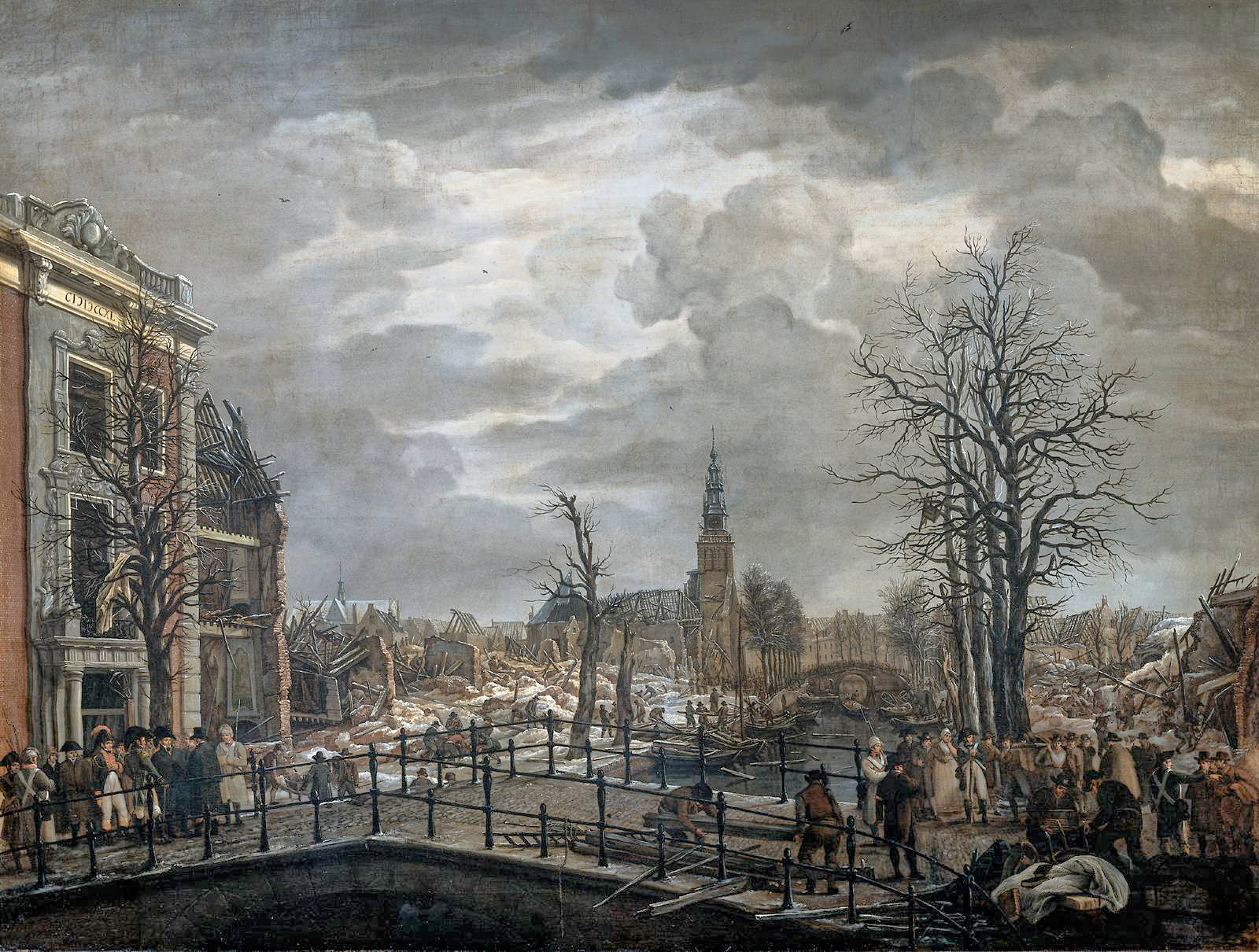
Вибух 1807 року. Картина художника Карела Лодевейка Хансена

12 січня 1807 року в Лейдені сталася велика катастрофа: баржа, яка везла до Делфта близько 17 400 кг пороху, підірвалася в центрі міста від випадкової іскри. 151 особа загинула, понад 2 000 були поранені, 220 будинків зруйновано пожежею, яка почалася від вибуху. У рятувальних заходах узяв участь сам король Людовик Бонапарт, за ініціативою якого по всій країні почали збирати пожертви для постраждалих від вибуху. Місце кварталу, знищеного вибухом, тривалий час лишалося порожнім, а 1886 року тут влаштували парк Ван Дер Верф.
У 1842 році було прокладено залізницю від Лейдена до Гарлема, а наступного року — до Гааги. Це деякою мірою стимулювало розвиток міста.
1848 року Лейден вкотре увійшов в історію Нідерландів: у квітні того року Йохан Рудольф Торбеке, у своєму будинку на площі Гаренмаркт, № 9, сформулював нову редакцію Конституції Нідерландів, за якою в країні започатковувався парламентаризм.
У 1866 році в місті спалахнула остання велика епідемія холери, внаслідок якої 1868 року було зведено будівлю нового університетського шпиталю (тепер у ній розташований Музей етнології).
1883 року Лейден негативно прославився у нідерландській пресі: поліція затримала Марію Сваненбург, «Лейденську отруйницю» — серійну вбивцю, яка вбила 27 осіб та підозрювалася у вбивстві ще дев'яноста.
Близько 1898 року Лейден почав розширюватися за межі старого міста, за рахунок часткового поглинання сусідніх поселень Лейдердорп, Зутервауде та Угстгест. Населення зросло до 50 000 осіб у 1900 році. Після 1920 року в місті почали з'являтися нові галузі промисловості, зокрема виробництво консервів і металургія.
Узимку 1929 року пожежа майже цілком знищила міську ратушу, залишився лише фасад, що виходить на Бреестраат. 1932 року міська влада оголосила конкурс на проєкт відновлення ратуші. Переможцем став архітектор Корнеліс Блаау, який 1934 року почав роботи з відбудови. Фасад ратуші було відновлено майже у відповідності до оригіналу, вежу з годинником реставровано й перенесено в інше місце. Відбудова ратуші закінчилася лише 1948 року.
Під час Другої світової війни Лейден був дуже пошкоджений бомбардуваннями союзників. Були повністю знищені район біля залізничного вокзалу та дільниця Маревейк.
Сучасний Лейден є великим науковим і технологічним центром.

## Адміністративний поділ

Схема дільниць Лейдена

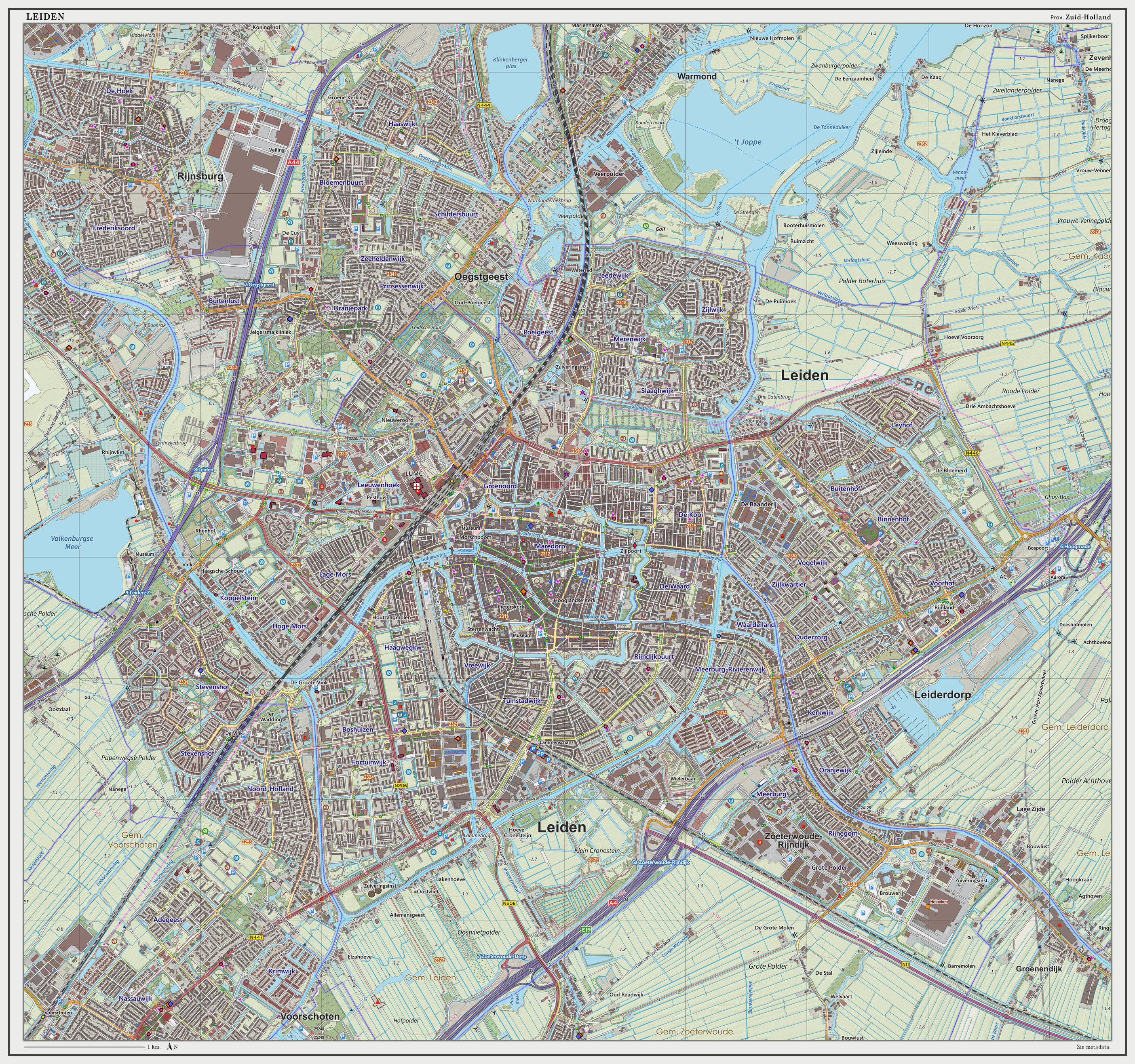
Топографічна мапа міста

Лейден ділиться на 4 округи (нід. stadsdelen): Центральний, Північний, Південний та Західний, 10 районів (нід. districten) і 54 дільниці (нід. buurten).
Райони Лейдена мають нумерацію від 0 до 9, дільниці позначаються двозначним кодом, першою цифрою якого є номер району, де розташована дільниця.
| Номер району | Назва           | Кількість мешканців | Кількість дільниць |
| ------------ | --------------- | ------------------- | ------------------ |
| 0            | Бінненстад-Зейд | 8 177               | 4                  |
| 1            | Бінненстад-Норд | 14 994              | 10                 |
| 2            | Стацйонс        | 1 925               | 1                  |
| 3            | Лейден-Норд     | 13 327              | 3                  |
| 4            | Роденбюргер     | 20 226              | 10                 |
| 5            | Бос-ен-Гастгейс | 19 598              | 8                  |
| 6            | Морс            | 11 126              | 3                  |
| 7            | Бургаве         | 4 545               | 5                  |
| 8            | Меренвейк       | 14343               | 6                  |
| 9            | Стевенсхоф      | 11 546              | 4                  |

## Міська влада

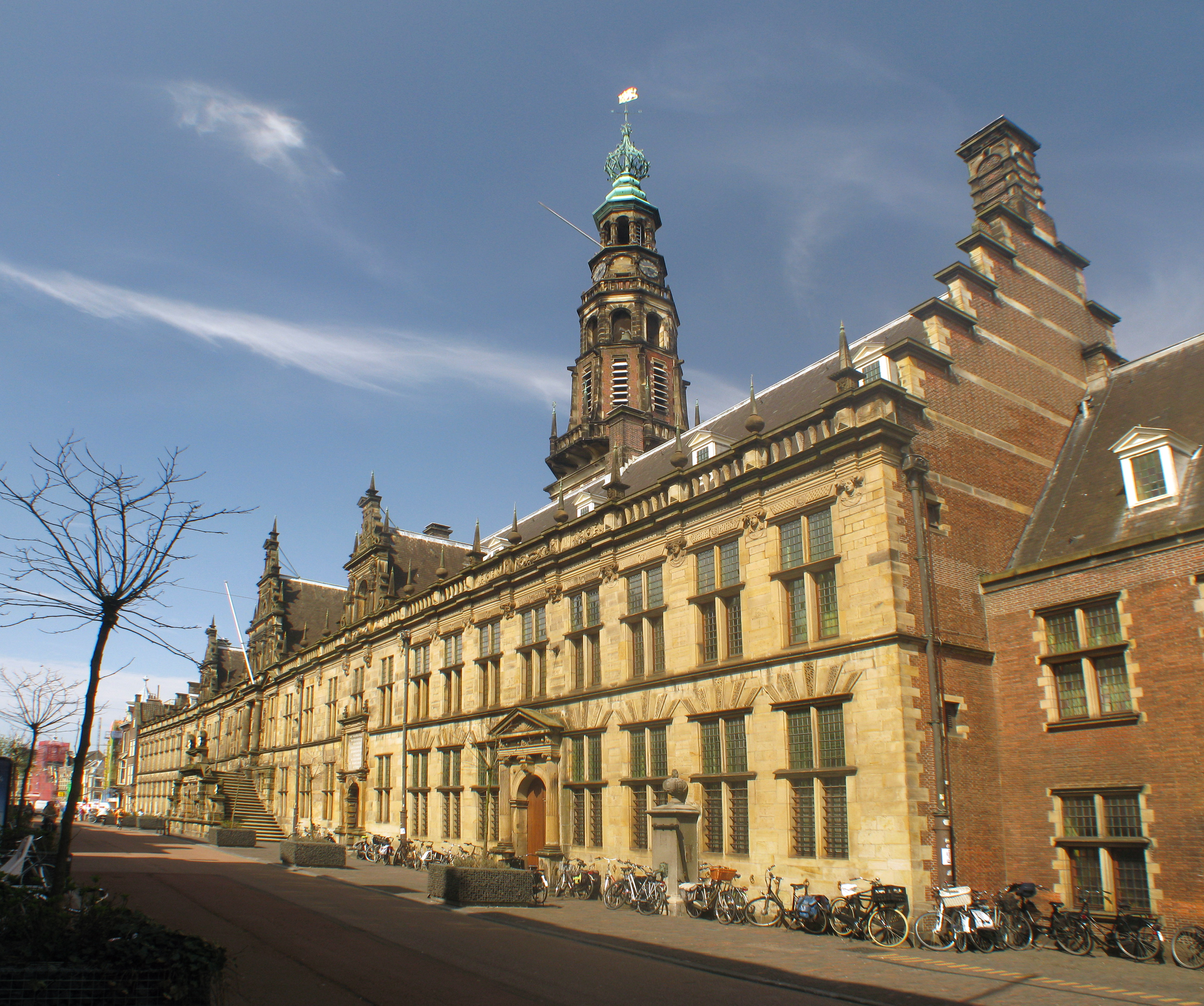
Лейденська ратуша, де працює міська рада

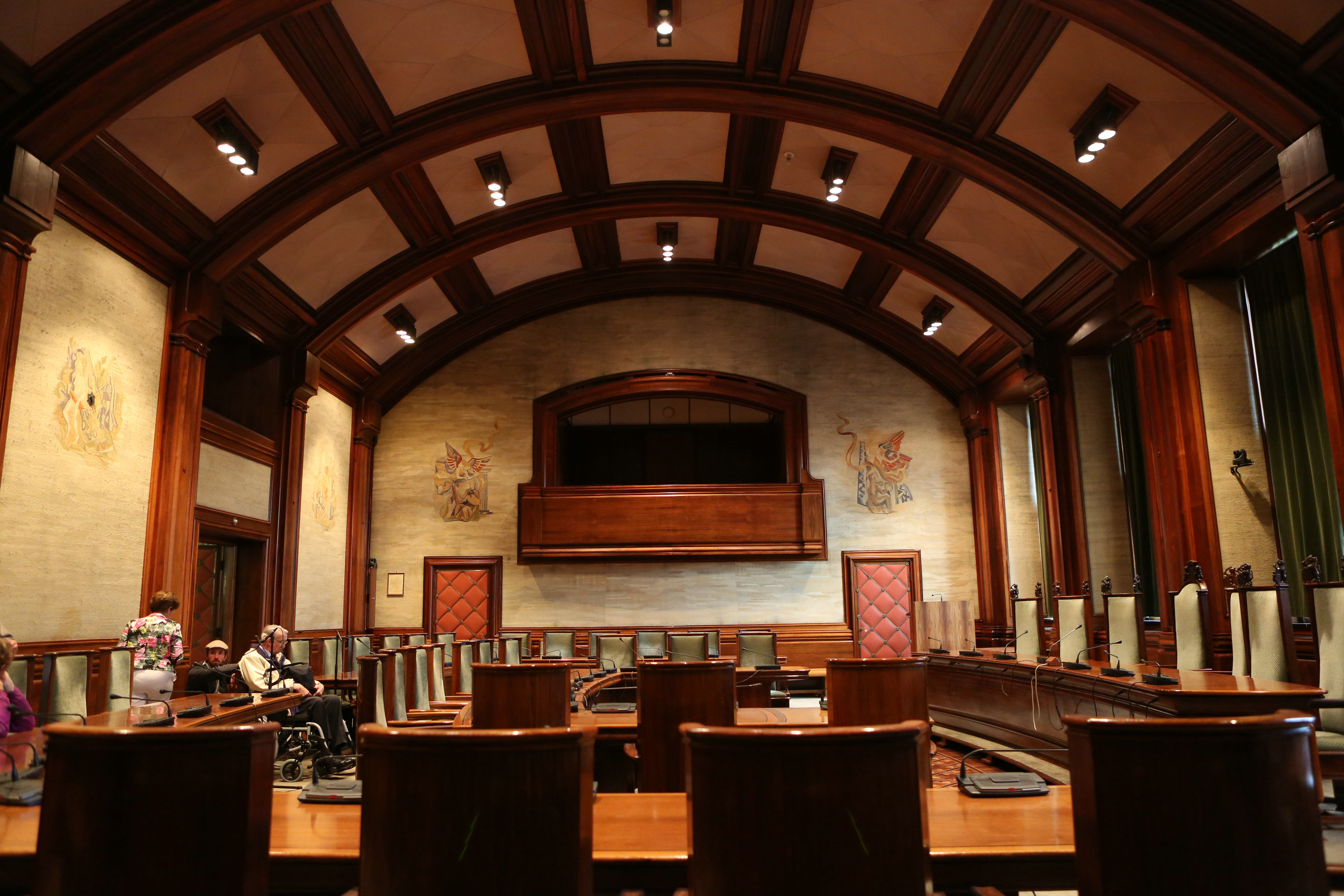
Зал засідань

Управління містом здійснюють міська рада та мер міста, при якому є також рада олдерменів.
Міська рада складається з 39 депутатів, які обираються раз на чотири роки. Рада представляє у владній структурі муніципалітету законодавчу гілку влади. Також рада обирає олдерменів, які разом із мером формують виконавчу гілку та займаються поточними питаннями муніципалітету.
Місця в раді розподілені поміж політичними партіями наступним чином:
| Партія                                 | 1994 | 1998 | 2002 | 2006 | 2010 | 2014 |
| -------------------------------------- | ---- | ---- | ---- | ---- | ---- | ---- |
| Демократи 66                           | 7    | 4    | 5    | 2    | 10   | 12   |
| Партія праці                           | 8    | 9    | 8    | 10   | 6    | 5    |
| Народна партія за свободу і демократію | 8    | 9    | 7    | 6    | 6    | 5    |
| Соціалістична партія                   | 3    | 5    | 3    | 7    | 4    | 5    |
| Християнсько-демократичний заклик      | 5    | 4    | 5    | 5    | 4    | 4    |
| Зелені ліві                            | 5    | 6    | 6    | 4    | 4    | 4    |
| Stadspartij Leiden Ontzet              | —    | —    | —    | 1    | 2    | 0    |
| Партія захисту тварин (Нідерланди)     | —    | —    | —    | —    | 1    | 1    |
| Християнський союз                     | —    | 1    | 1    | 2    | 1    | 1    |
| Leefbaar Leiden                        | —    | —    | 3    | 2    | 1    | 2    |
| Партія зелених                         | 1    | 1    | 1    | —    | —    | -    |
| Centrum Democraten                     | 2    | —    | —    | —    | —    | -    |
| Partij van Tegenwoordig                | —    | —    | —    | —    | —    | 0    |
| Лібертаріанська партія                 | —    | —    | —    | —    | —    | 0    |
| Partij Sleutelstad                     | —    | —    | —    | —    | 0    | 0    |
| Усього                                 | 39   | 39   | 39   | 39   | 39   | 39   |

Мером (бургомістром) Лейдена з 2003 року є Генрі Ленферінк. При ньому діють 5 олдерменів (радників) з керівних партій, які виконують функції, подібні до функцій міністрів в уряді Нідерландів. З 2014 року і до 2018 року, коли пройдуть наступні вибори, позиції між ними розподілені наступним чином:
| Посада                                                                                         | Оригінальна назва (нід.)                                                    | Ім'я та прізвище                          | Політична партія                       |
| ---------------------------------------------------------------------------------------------- | --------------------------------------------------------------------------- | ----------------------------------------- | -------------------------------------- |
| Мер (бургомістр)                                                                               | Burgemeester                                                                | Генри Ленферінк (нід. Henri Lenferink)    | Партія праці                           |
| Олдермен з питань транспорту, економіки, культури та з питань центру міста, 1-й заступник мера | Wethouder Bereikbaarheid, Economie, Binnenstad en Cultuur, locoburgemeester | Роберт Стрейк (нід. Robert Strijk)        | Демократи 66                           |
| Олдермен з питань освіти, спорту та екології, 2-й заступник мера                               | Wethouder Onderwijs, Sport en Duurzaamheid, 2e locoburgemeester             | Френк де Віт (нід. Frank de Wit)          | Демократи 66                           |
| Олдермен з питань молоді, медицини та соціального забезпечення, 3-й заступник мера             | Wethouder Jeugd, Zorg en Welzijn, 3e locoburgemeester                       | Рос ван Гелдерен (нід. Roos van Gelderen) | Соціалістична партія                   |
| Олдермен з питань будівництва та громадського простору, 4-й заступник мера                     | Wethouder Bouw en Openbare Ruimte, 4e locoburgemeester                      | Пауль Лауді (нід. Paul Laudy)             | Народна партія за свободу і демократію |
| Олдермен з питань праці, прибутків, фінансів та з питань міських районів, 5-й заступник мера   | Wethouder Werk en Inkomen, Wijken en Financiën, 5e locoburgemeester         | Марлен Дамен (нід. Marleen Damen)         | Партія праці                           |

## Освіта. Наука

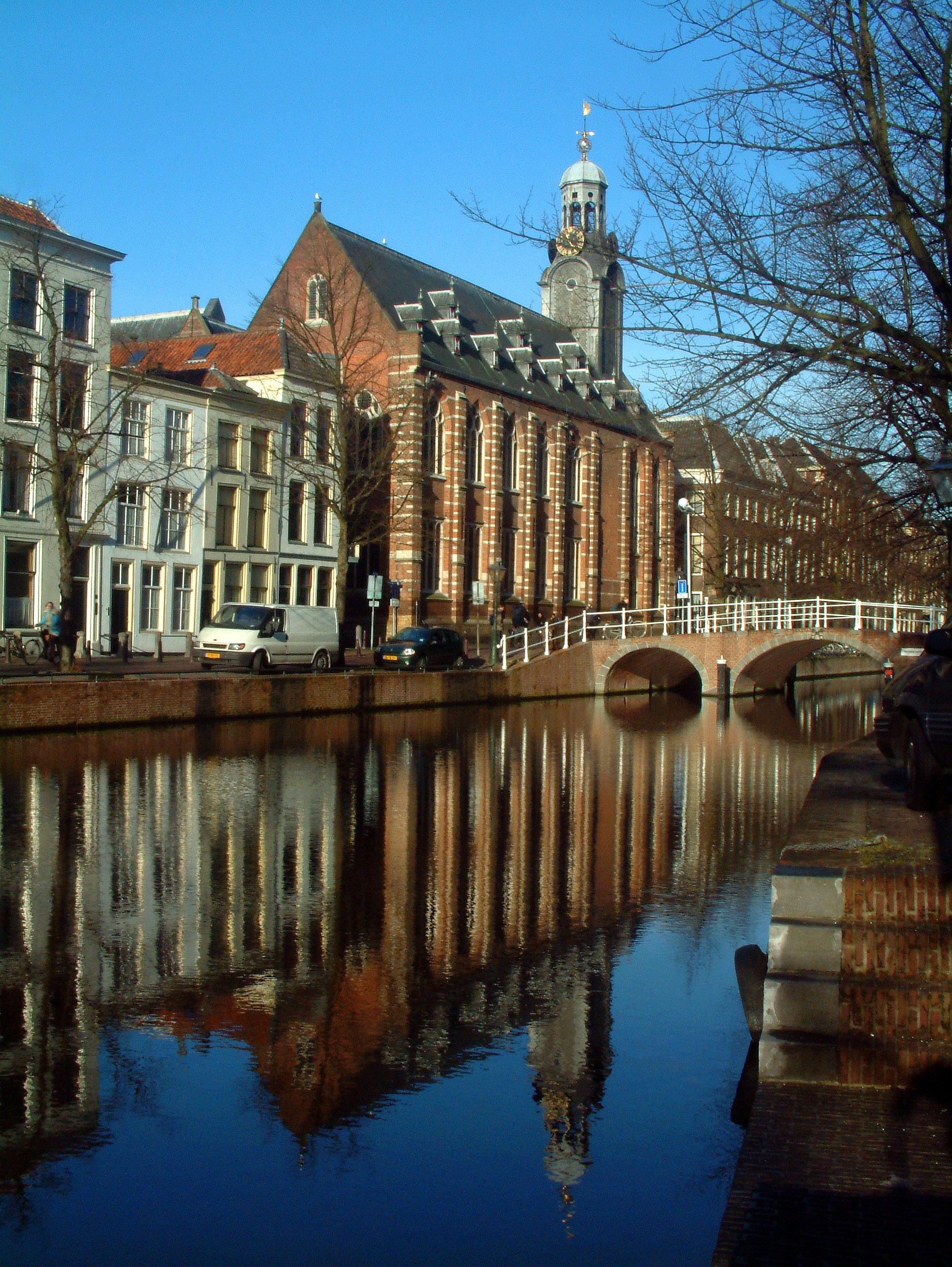
Головна будівля Лейденського університету

У Лейдені працює найстаріший університет у Нідерландах, заснований у 1575 році. В університеті вчаться близько 18 000 студентів і є 9 факультетів: археологічний, медичний, теологічний, філологічний, філософський, юридичний, математики і природних наук, соціальних наук і мистецтв. Університет з самого початку був науково-дослідницьким центром. Тут працювали багато відомих вчених, зокрема Альберт Ейнштейн, Вілеброрд Снеліус, який відкрив тут «закон Снеліуса», Пітер ван Мушенбрук, який винайшов так звану Лейденську банку, нобелівський лауреат Гейке Камерлінг-Оннес вперше отримав рідкий гелій. Випускниками університету були, зокрема, королеви Нідерландів Вільгельміна, Юліана, Беатрікс та король Віллем-Олександр. При університеті діє обсерваторія, бібліотека та ботанічний сад.
Окрім Лейденського університету, в місті з 1983 року також діє філія американського Вебстерського університету та Університет прикладних наук (нід. Hogeschool Leiden). Останній розташовується у так званому Лейденському Біо-науковому парку — найбільшому в Нідерландах кластері науково-дослідницьких та навчальних організацій (близько 60 організацій), які здебільшого діють у сферах біотехнологій, медицини та фармацевтики.
Також діють декілька закладів другої освіти.
Середня освіта представлена вісьмома коледжами, також є дві приватні школи.
У Лейдені розміщений головний офіс видавництва Brill — одного з провідних видавництв світу в галузі гуманітарних наук.

## Медицина

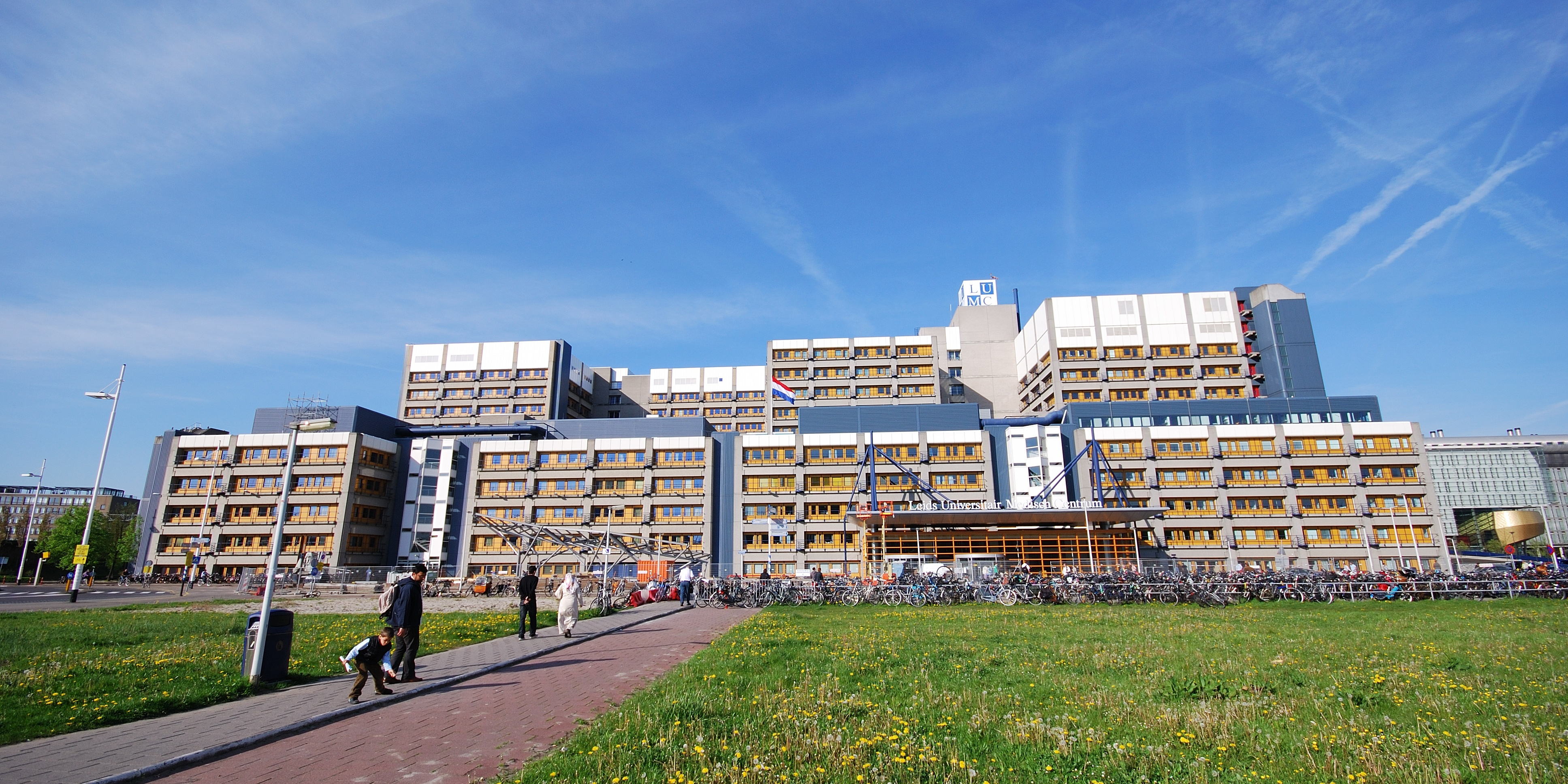
Лейденський університетський медичний центр

Муніципальними шпиталями є великий Лейденський університетський медичний центр (LUMC) та лікарня «Діаконессенхейс» (Diaconessenhuis). В сусідньому містечку Лейдердорп розташована Рейнландська лікарня, яка раніше була лейденським шпиталем святої Єлизавети. Також в місті діють філії інституту Brijder Verslavingszorg, який займається лікуванням наркозалежності та регіонального закладу для психічно хворих Rivierduinen.

## Спорт

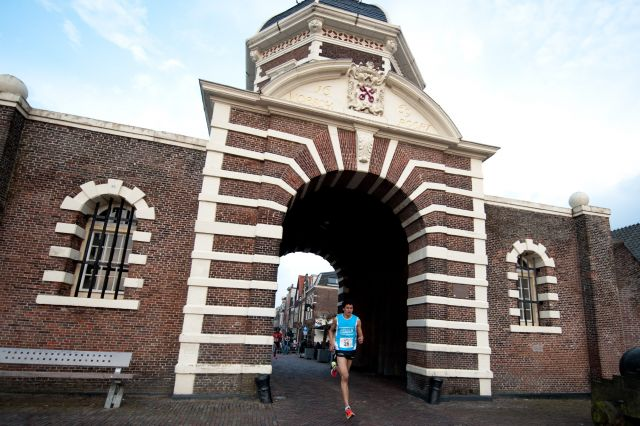
Учасник чемпіонату з бігу Leidse Singelloop пробігає через ворота Морспорт

У Лейдені є кілька команд та спортсменів, які беруть участь у національних і міжнародних змаганнях. Баскетбольний клуб «Лейден» (нід. ZZ Leiden) був чемпіоном Нідерландів 2011 року. Лейденський регбійний клуб LRC DIOK неодноразово вигравав національні чемпіонати.
Два спортивні комплекси, De Zijl Zwemsport та LZ 1886 регулярно приймають чемпіонати з плавання та водного поло. Діють кілька клубів зі спортивного веслування. Місцевий тенісний клуб LTTV Scylla є одним з найбільших у країні.
Також у місті діє школа бойових мистецтв Hong Ying, учні якої здобули медалі на чемпіонаті з кунг-фу в Гонконзі у 2011—2013 роках.

#### Щорічні спортивні змагання
- квітень: чемпіонат з бігу Leidse Singelloop, організовується з 1976 року. У змаганні може брати участь будь-який мешканець Нідерландів. Довжина маршруту становить 6 961 м.
- травень: Лейденський марафон — міжнародний чемпіонат з бігу, проводиться з 1991 року. Є кілька різновидів дистанцій: повний марафон (42 195 м), напівмарафон, 10-кілометрова дистанція, 5-кілометрова дистанція та (з 2005 року) 2-кілометрова дистанція Дитячого марафону.
- червень: міжнародний чемпіонат з атлетики Gouden Spike. Проводиться (з перервами) з 1960 року.
- липень: Лейденський міжнародний шаховий турнір, проводиться з 2007 року.

#### Спортивні події минулого
- 29-20 червня 1978 року в Лейдені стартувала велогонка Тур де Франс-1978.
- 2001 року Лейден був початком і кінцем другого етапу жіночої велогонки Holland Ladies Tour.
- 24 вересня 2006 року в Лейдені проводився один з плей-оффів Кубку Девіса-2006. Команда Нідерландів програла команді Чехії з рахунком 1:4.
- У травні 2008 року в місті тривали деякі з ігор європейського чемпіонату з регбі серед жінок.
- 10 травня 2010 року через центр Лейдена проходив етап Амстердам—Мідделбург велогонки Джиро д'Італія

## Архітектура

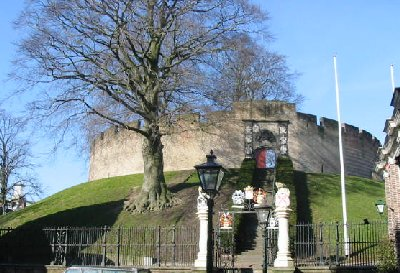
Лейденський замок

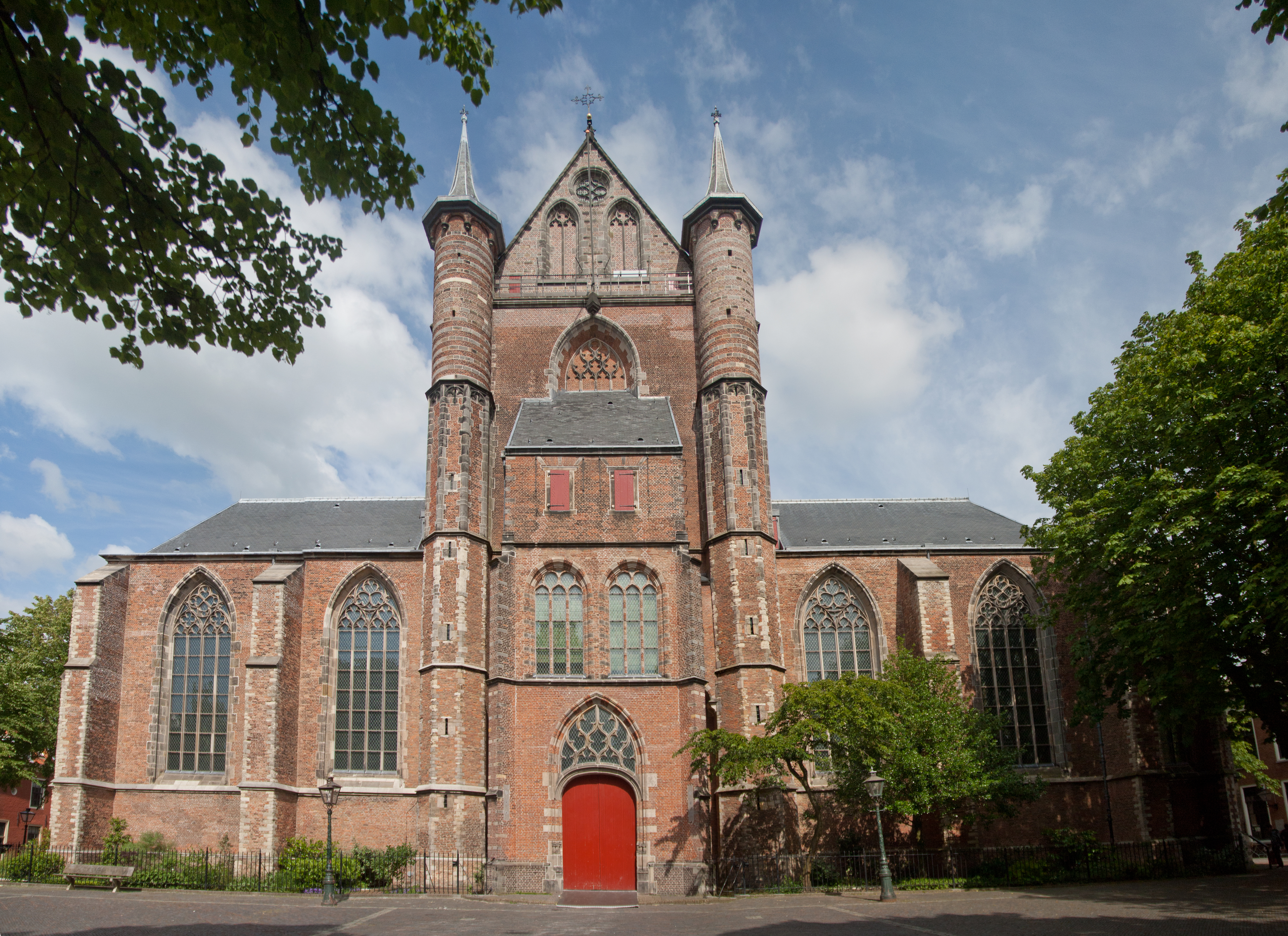
Церква святого Петра (Пітерскерк)

Через економічний спад, який тривав з XVII до початку XX століття, у центрі міста вціліла більшість старовинних будинків XVI—XVII століть, що робить лейденське Старе місто найбільшим за площею після амстердамського. У Лейдені нараховується 1250 національних пам'яток, 1550 пам'яток місцевого значення, 4550 старовинних будинків і дві археологічні пам'ятки.

### Фортифікації
Найстарішою пам'яткою міста є Лейденський замок, який стоїть на штучному пагорбі на місці злиття двох рукавів Рейну. Він був зведений на місці дерев'яного укріплення близько 1100 року у стилі «motte and bailey». Ще одним середньовічним замком є Гравенстен, зведений на початку XIII століття. Він слугував резиденцією графів Голландських, тюрмою, бібліотекою, а з середини XX століття тут містяться юридичний факультет і деякі підрозділи Лейденського університету.
У давнину місто оточував мур з баштами, залишки яких можна й досі побачити на каналах Ауде-Вест і Вітте Сінгел. У місті було 11 воріт, побудованих у XVII столітті, більшість з них були розібрані в XIX столітті. Збереглися лише ворота Морспорт на західній околиці середньовічного міста і Зейлпорт — на східній.

### Церкви
Найстарішою церквою міста є готична церква святого Петра (Pieterskerk), будівництво якої почалося 1390 року на місці старої графської каплиці і тривало 180 років. У ній поховано багато відомих людей, зокрема лідер пуритан-пілігримів Джон Робінсон, вчені Якоб Арміній, Герман Бургаве, Карл Клузіус, Людольф Цейлен, Ремберт Додунс, художники Ян Стен, Герард Доу, Ісаак ван Сваненбург та інші.
Ще одною старовинною церквою є церква святого Панкратія або Hooglandse Kerk, зведена у XV столітті в стилі пізньої готики. Вона є найстарішою діючою церквою міста.
Цікавою з точку зору архітектури є кругла церква Марекерк, зведена архітектором Арентом Гравесанде у 1639 році. Вона стала першою церквою в Нідерландах, зведеною для протестантів (інші церкви первісно були католицькими). Церква Марекерк — яскравий зразок нідерландського класицизму, вона діє з 1650 року і по сьогодні.
Так звана Валонська церква на вулиці Бреестрат спочатку була лікарняною церквою шпиталю святої Катарини, але 1584 року стала церквою для біженців-протестантів з Валлонії.
Церква Хартебрюгкерк (нід. Hartebrugkerk), зведена 1836 року у стилі неокласицизму, розташована на одній з центральних вулиць, Хаарлеммерстрат, і належить католицькій громаді.

### Університетські будівлі

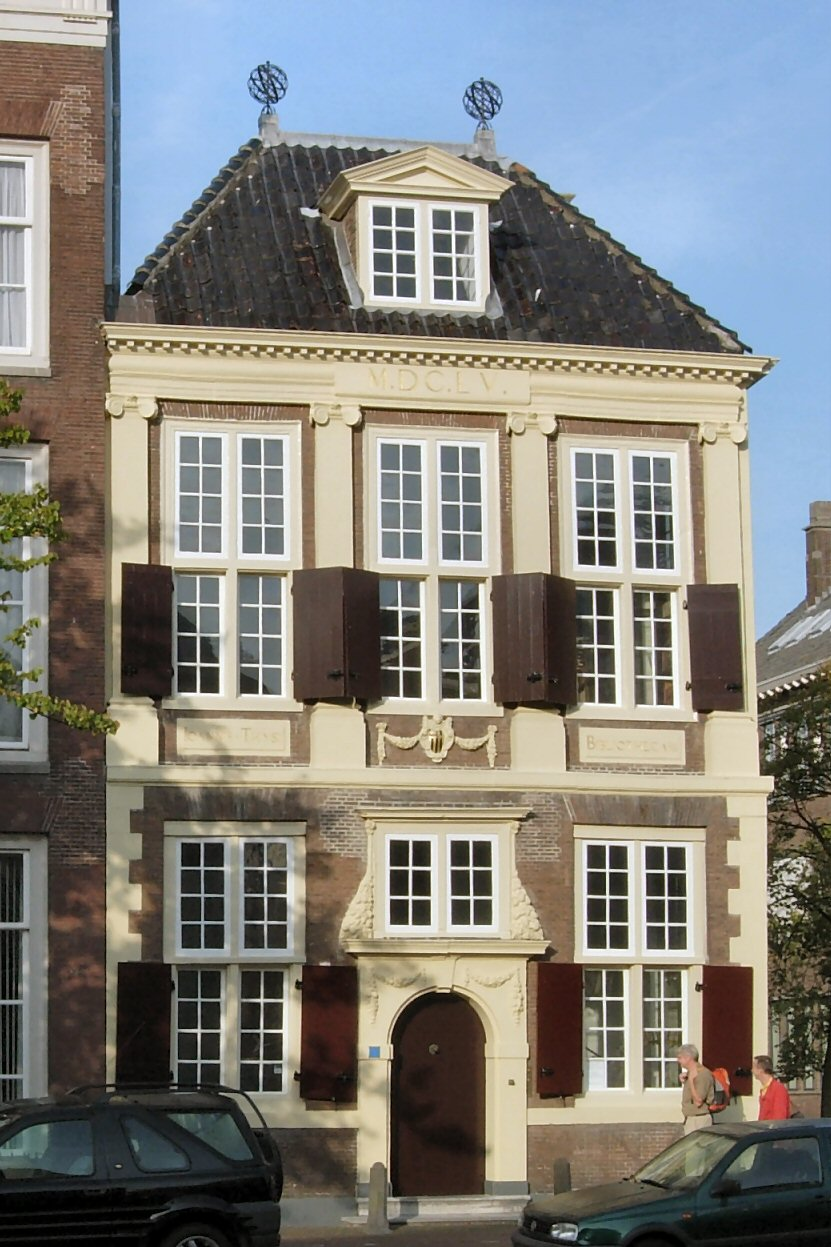
Бібліотека Bibliotheca Thysiana

Підрозділи Лейденського університету займають багато старовинних будівель в центрі міста. Головний корпус університету розташований у будівлі XVI століття, Bibliotheca Thysiana (частина університетської бібліотеки) — в ренесансному будинку 1655 року. З університетом пов'язані Лейденський ботанічний сад, заснований у 1587 році, обсерваторія, зведена у 1860 році, Національний музей старожитностей та етнографічний музей Сіболда. Природничі факультети університету розташовані в Лейденському біо-науковому парку, зведеному на північно-західній околиці міста.

### Громадські будівлі
У центрі міста розташована міська ратуша, зведена у XVI столітті в стилі ренесанс. Поряд із нею, на вулиці Бреестрат — будинок регіонального ватерсхапу (ради з питань водного регулювання), побудований у 1596 році та реставрований у 1878 році. З іншого боку ратуші знаходиться невелика будівля De Waag, де містилися міські ваги.
Іншими старовинними будівлями є Латинська школа (1599), будівля міської верфі (1612), Чумний будинок (XVII ст.). З 30 міських вітряків у Лейдені збереглися дев'ять, у найстарішому з яких, De Valk (1743) діє міський Музей вітряків.

### Інші будівлі та споруди
Цікавими з історичної точки зору є так звані гоф'є (подвір'я), яких у Лейдені нараховується 35. Це групи будинків, згрупованих навколо подвір'я; тут мешкали бідні люди, здебільшого старі жінки. Такі житлові комплекси будувалися із XVI століття. Також історичною пам'яткою є декілька десятків так званих будинків ткачів, де мешкали і працювали ткачі у XVI—XVIII століттях. В одному з таких будинків розташований міський Музей ткацтва.
Через велику кількість каналів у Лейдені нараховується 88 мостів, більшість з яких мають власні назви.
Також у місті є кілька монументів, присвячених пам'яті загиблих у Першій і Другій світових війнах.

### Галерея

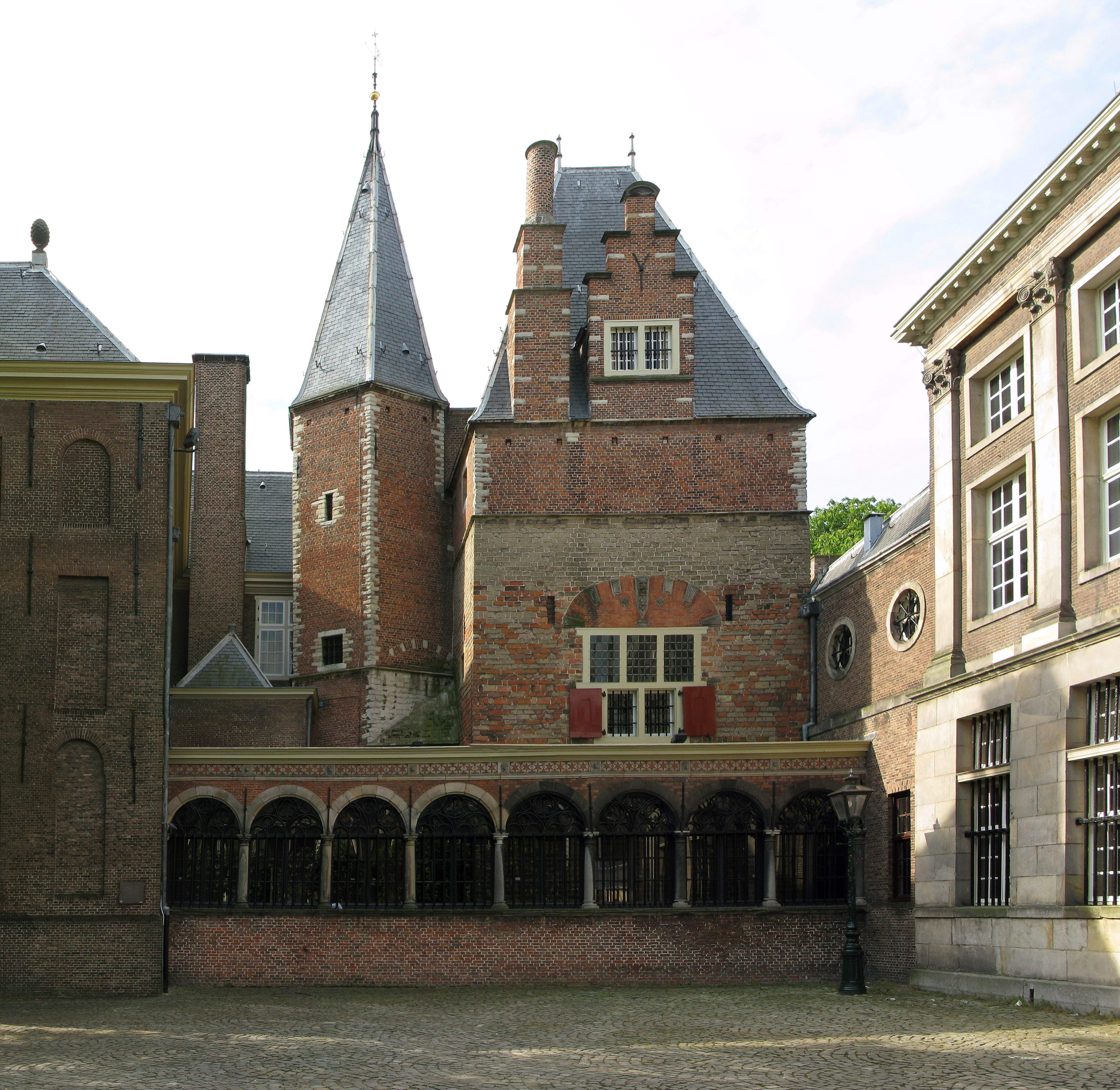
Гравенстен
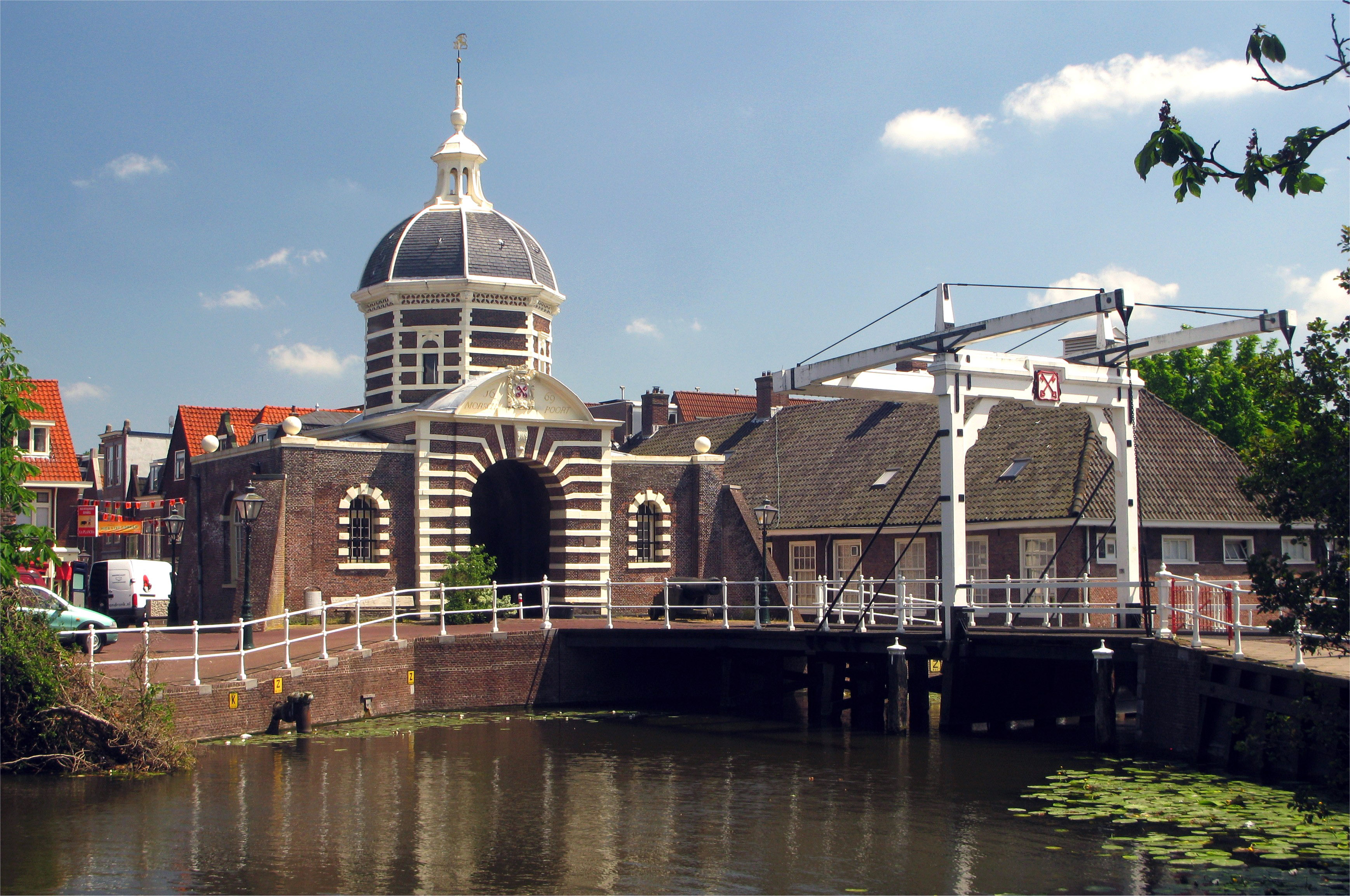
Ворота Морспорт і міст Морсбрюг
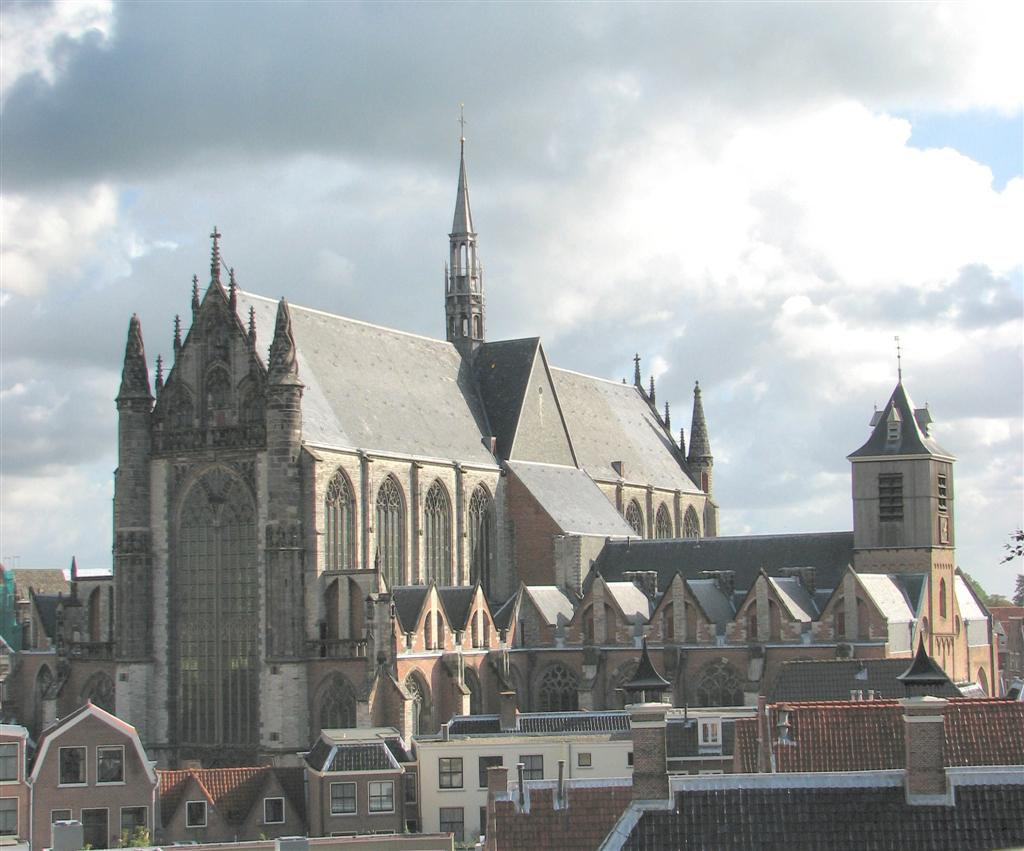
Церква святого Панкратія (Hooglandse Kerk)
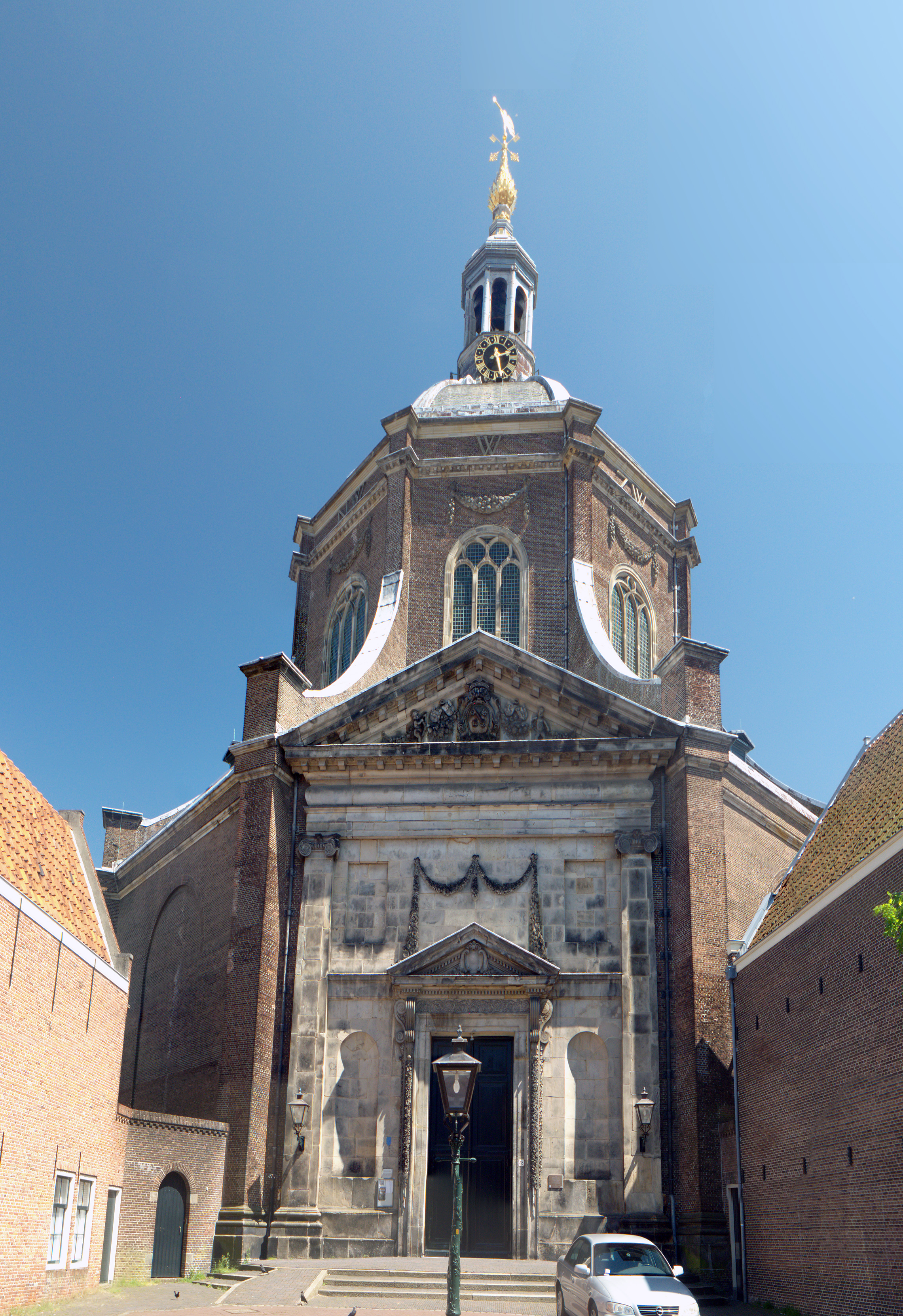
Церква Марекерк
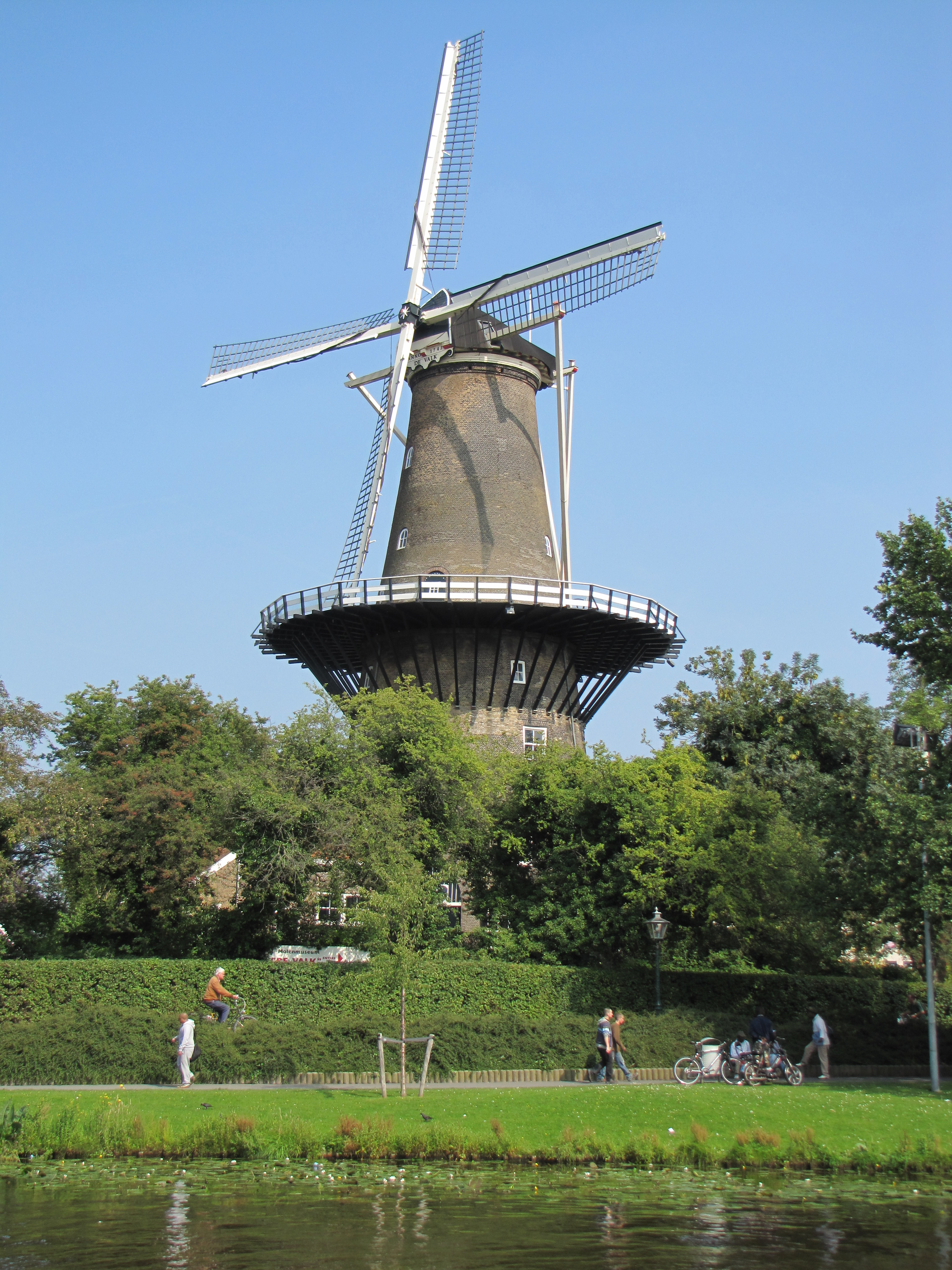
Млин De Valk
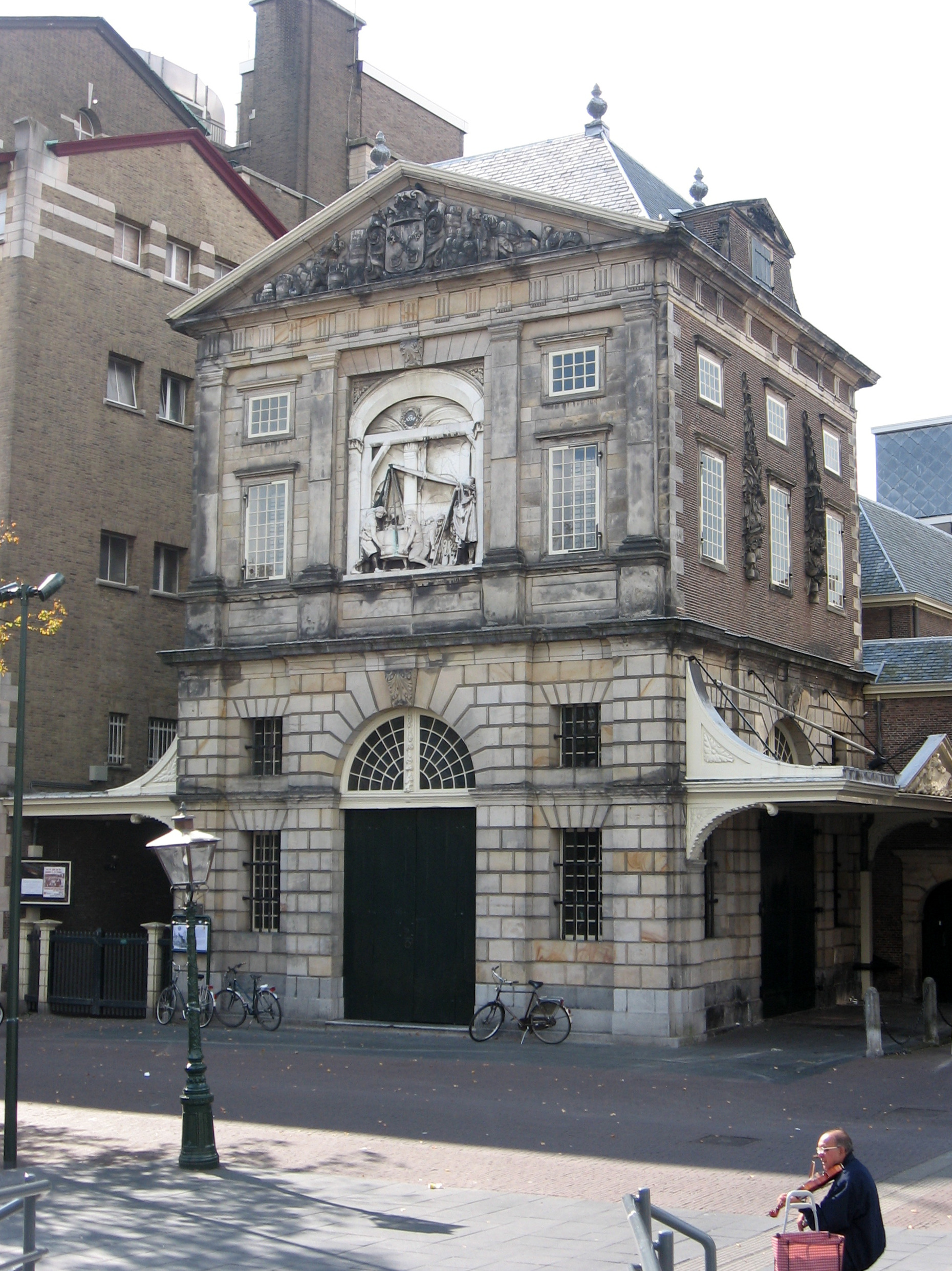
Будівля міських ваг De Waag
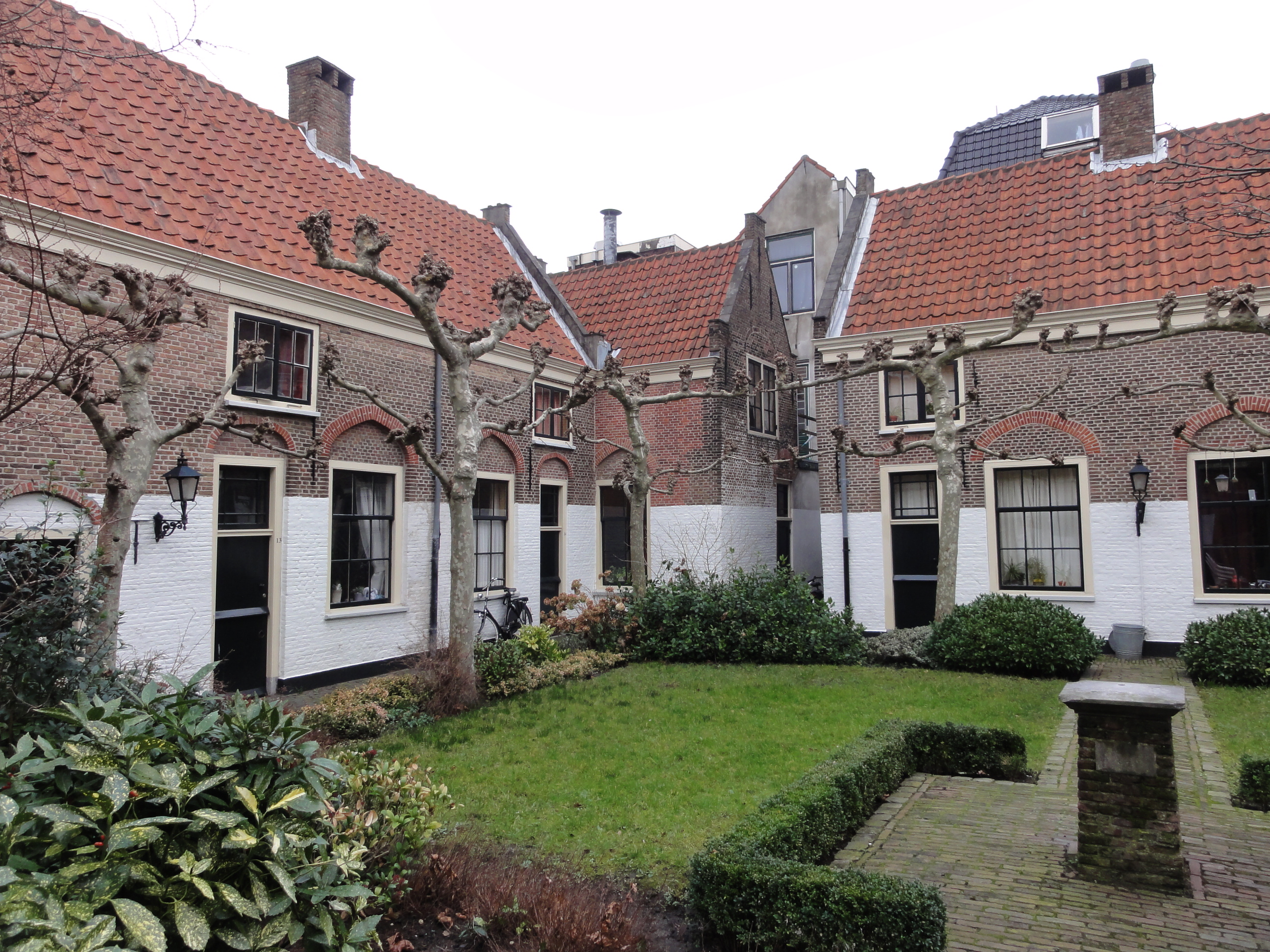
Один з лейденських гоф'є
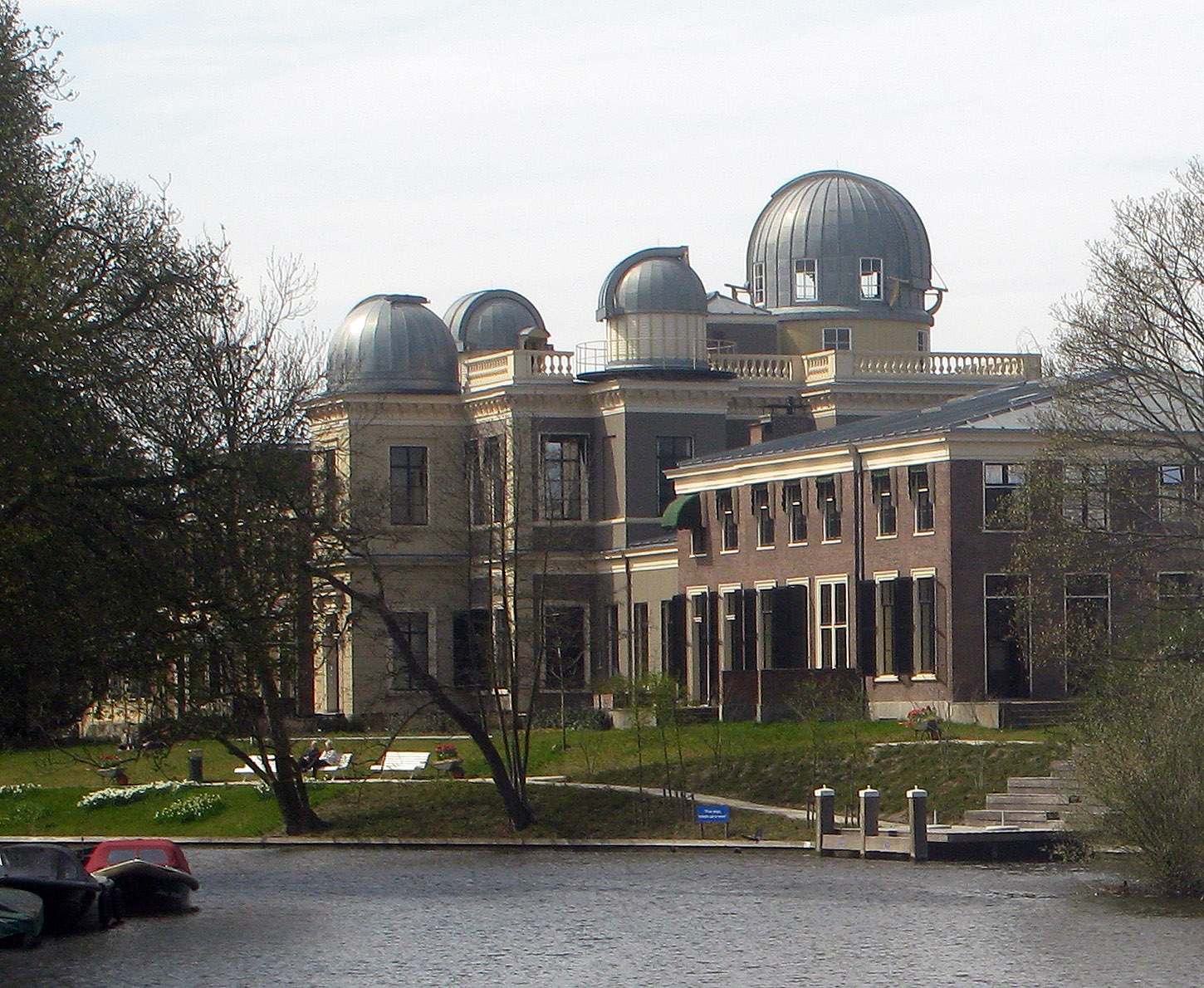
Лейденська обсерваторія

## Культура і мистецтво

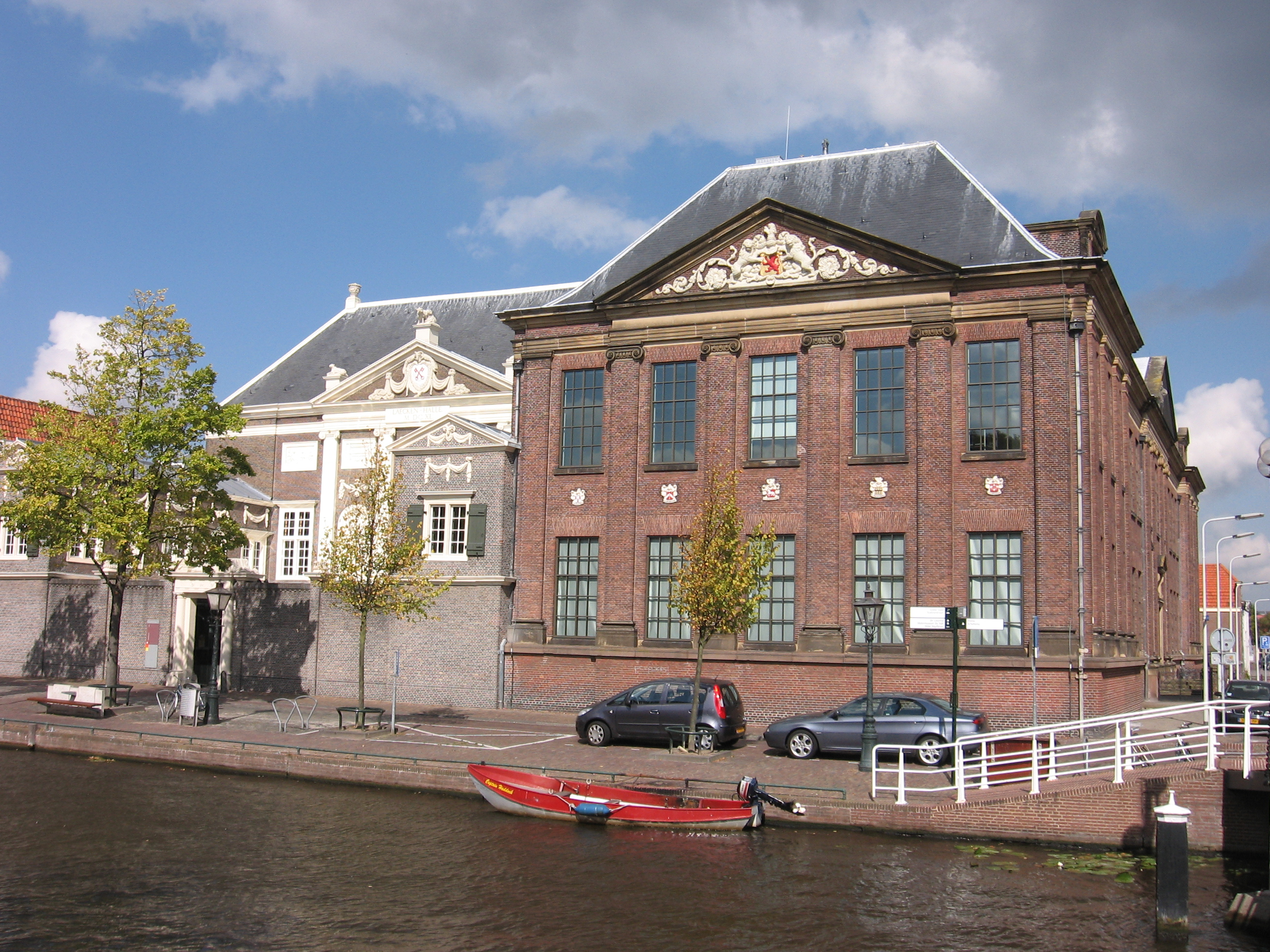
Музей Лакенхал

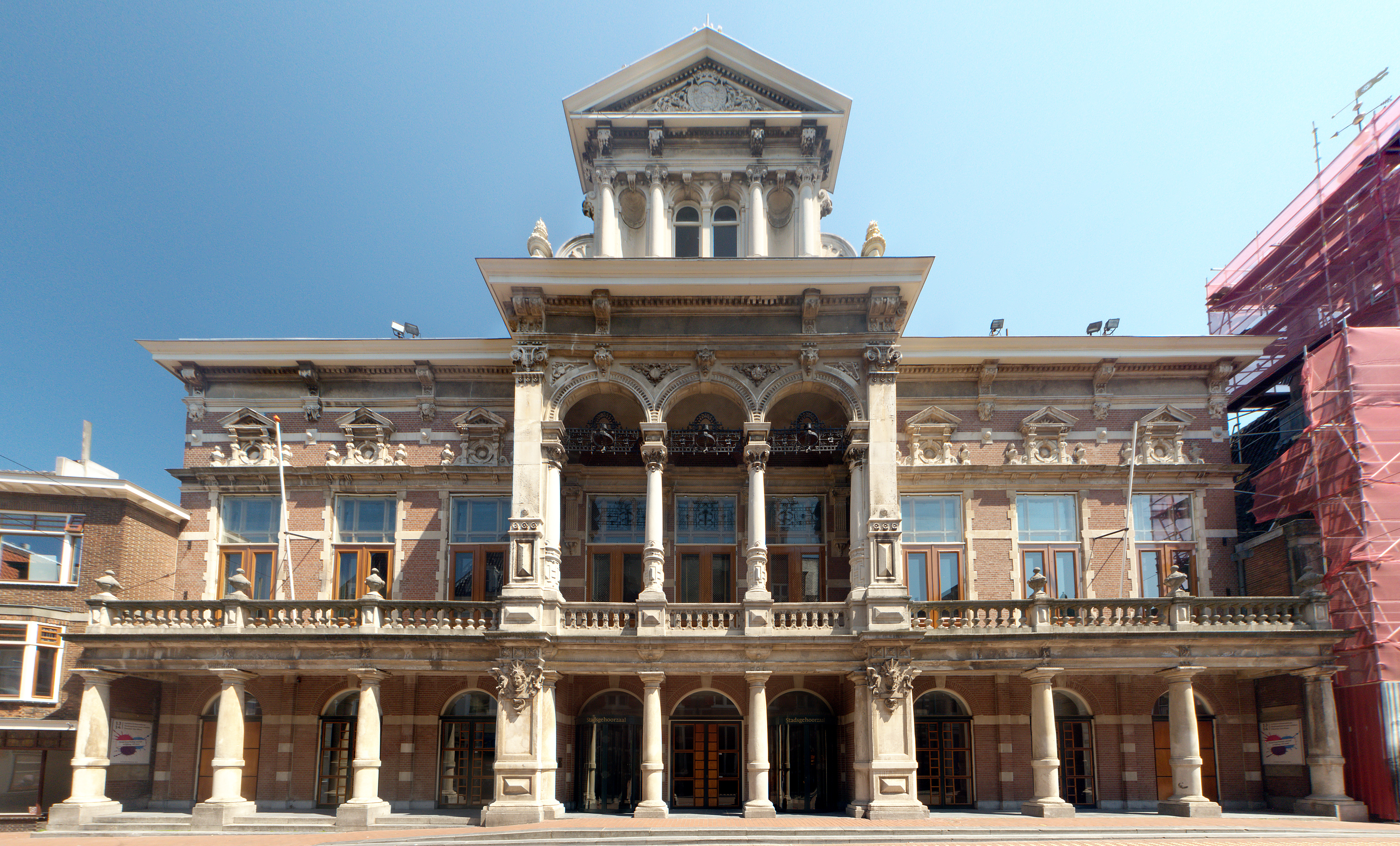
Міський концертний зал

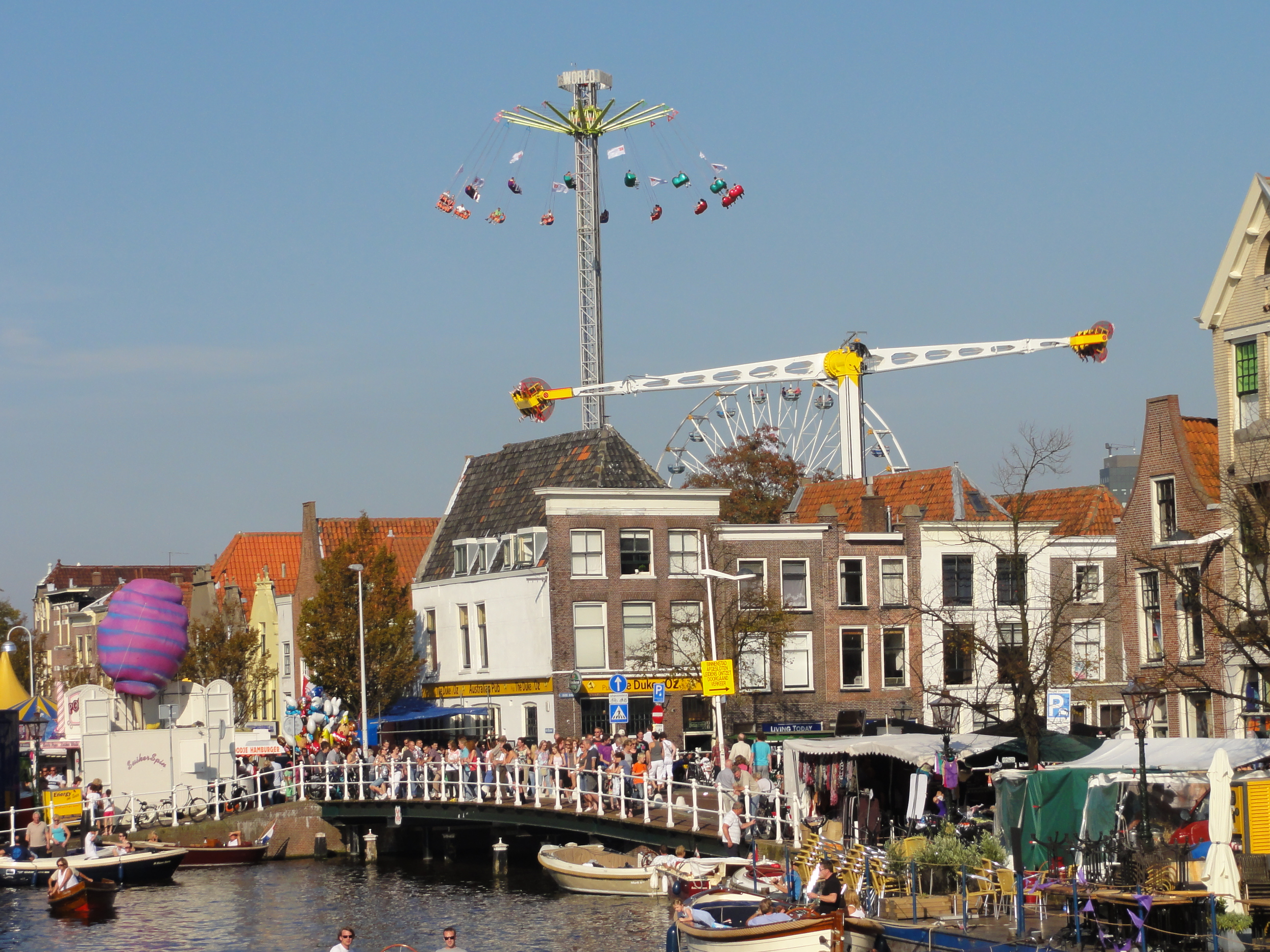
Атракціони на площі Бестенмаркт на свято 3 жовтня

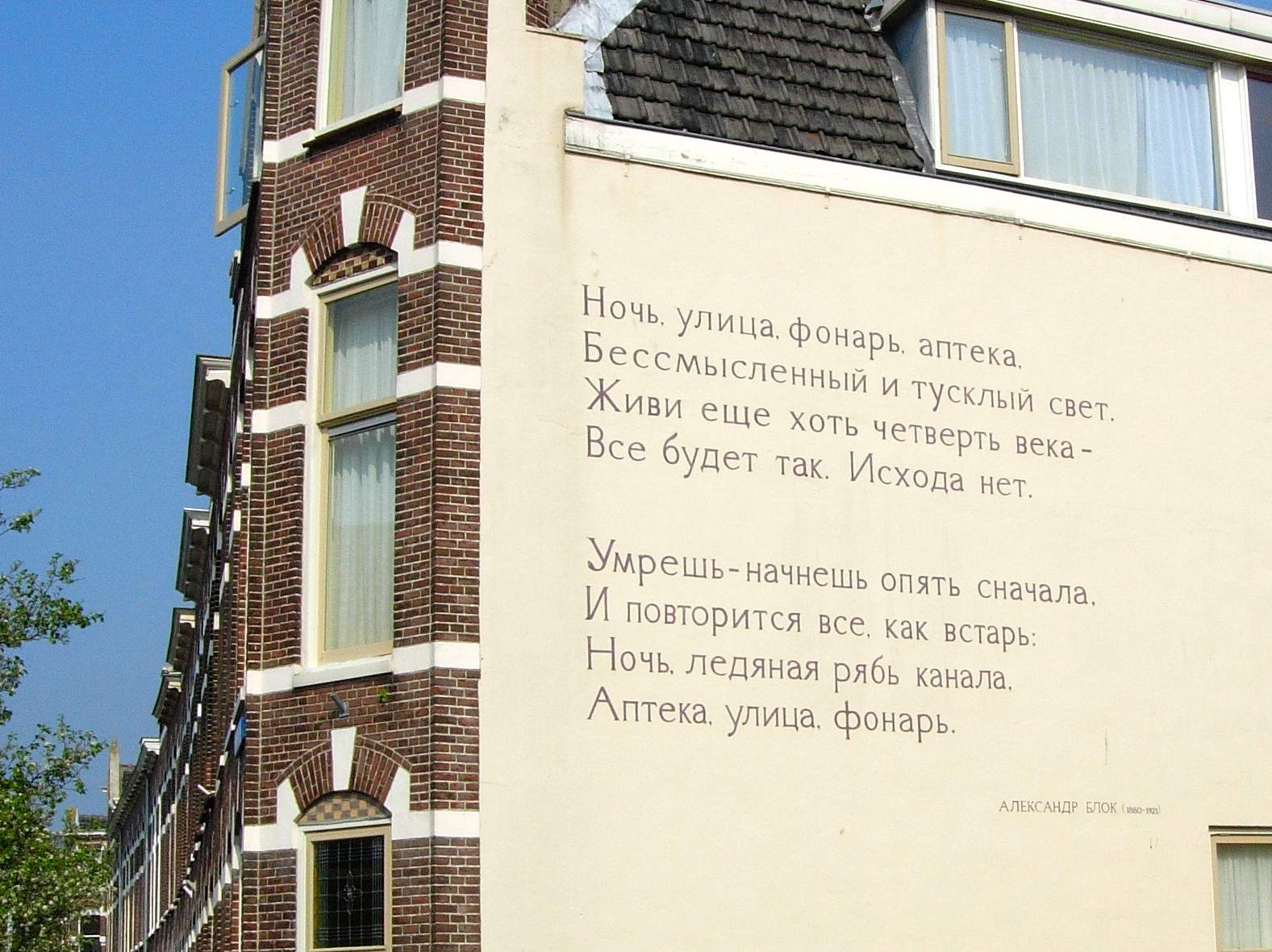
Вірш Олександра Блока на стіні будинку

### Музеї
У Лейдені діють 15 музеїв, через що його іноді називають «Містом музеїв». Найвідоміші з них:
- Державний музей старожитностей (нід. Rijksmuseum van Oudheden) — експозиція присвячена історії стародавнього світу (Єгипет, Греція, Рим), а також історії Південної Голландії у давньоримські часи. Тут же знаходиться Храм із Тафіса — невеликий (650 на 800 см) елліністичний храм з піщаника, який був у 1971 перевезений з Єгипту. Переданий єгипетською владою Нідерландам у подяку за допомогу в збереженні стародавніх пам'ятників Нубії від затоплення водами озера Насер при будівництві Асуанської греблі
- Національний музей етнології — перший етнографічний музей в Європі.
- Центр біорізноманіття «Натураліс».
- Музей Бургаве (нід. Museum Boerhaave), присвячений історії науки.
- Міський музей «Лакенхал», присвячений історії Лейдена, розвиткові текстильної промисловості в Лейдені та художникам-уродженцям Лейдена.
- Лейденський ботанічний сад Hortus botanicus — найстаріший ботанічний сад в Нідерландах.
- Сіболдхейс (нід. SieboldHuis) — музей, де зберігається перша етнографічна колекція в Нідерландах, присвячена Японії.

### Театри, кінотеатри, музика
У місті діє два великі кінотеатри: Trianon на вулиці Бреестрат і Lido на вулиці Стенстрат. Також є Будинок кіно (Het Kijkhuis), де проводяться нерегулярні кінопокази та кінофестивалі.
Основний концертним залом Лейдена є Міський концертний зал (Stadsgehoorzaal), розташований на вулиці Бреестрат. З 2009 року діє також концертний зал на вулиці Аалмаркт. Менші, камерні концерти часто проходять у будівлі De Waag, розташованій поряд.
Найбільшим театром є Лейденський театр (Leidse Schouwburg) на каналі Ауде-Вест. Він діє з 1705 року і є найстарішим театром Нідерландів. Також вистави та інші шоу проводяться в театрі «Імперіум» та в комплексі «Схелтема» (Scheltema Complex).
З 1978 року в Лейдені проводиться Лейденський фестиваль кабаре.
У місті народилися деякі з нідерландських музикантів, співаків та шоуменів, найвідомішим з яких є діджей Армін ван Бюрен.

### Культурні події та міські свята
Міське свято — 3 жовтня (Leidens Ontzet — Зняття блокади Лейдена). Цього дня святкують кінець облоги міста іспанською армією в 1574 році. За традицією 3 жовтня вранці їдять оселедця з білим хлібом, який безкоштовно роздається муніципальною владою, а вечеряють традиційною голландською стравою гюцпот (hutspot) — тушковане м'ясо з картоплею, морквою і цибулею.
Також в останню суботу березня проводиться так званий День воєнної історії, у межах якого відбуваються виставки історичної військової техніки, паради реконструкторів у військовій формі різних часів, концерти військових оркестрів, великий концерт у церкві св. Панкратія (Hooghlandse Kerk).
У місті щороку проводяться різні фестивалі:
- Leidse Jazzweek (укр. Лейденський тиждень джазу) — починається у третю серед січня та триває один тиждень. Протягом фестивалю проводяться безкоштовні концерти джаз-бендів і джазових музикантів у будівлі De Waag та в багатьох пабах міста.
- Scratch Muziekdagen (укр. Дні скретч-музики) — триває протягом кількох днів лютого. Місце проведення — церква св. Петра.
- Leidse Draaiorgeldag (укр. Лейденський день катеринок) — фестиваль катеринок, на який збирається понад 50 власників катеринок. Проводиться у другі вихідні травня кожні п'ять років (востаннє проводився 2013 року).
- Zomerjam — фестиваль хіп-хоп культури, проводиться на початку літа.
- Lakenfeesten — проводиться в липні.
- De Gouden Pet — фестиваль-змагання вуличних мистецтв. Проводиться у перші вихідні липня.
- Rembrandtfestiva (укр. фестиваль Рембрандта) — проводиться у найближчі вихідні до 15 липня, дня народження художника Рембрандта ван Рейна.
- Werfpop — проводиться у липні.
- EL CID-week — посвята у студенти новачків у Лейденському університеті, Вебстерському університеті та Університеті прикладних наук. Проводиться у серпні.
- Rapenburgfestival (укр. Рапенбюрзький фестиваль) — фестиваль культури, проводиться в останні вихідні серпня на каналі Рапенбюрг. Основною подією фестивалю є концерт на Рапенбюрзі.
- Ontzettend Leiden (укр. Неймовірний Лейден) — музичний фестиваль, проводиться у вихідні перед святом 3 жовтня.
- Leids Film Festival (укр. Лейденський кінофестиваль) — проводиться в останні вихідні жовтня.
- Dichter Bij Jou (укр. Ближче до тебе) — фестиваль поезії, зокрема, слему. Проводиться в жовтні-листопаді. Основна подія — змагання за звання Лейденського слем-поету.

### Лейденські вірші
У 1995—2005 роках стіни багатьох будинків Лейдена прикрасили вірші сучасних та класичних поетів різних країн. Цей проєкт мав підкреслити інтернаціональність та мультикультуралізм Лейдена. Серед віршів є поезія нідерландською, англійською, французькою, російською, грузинською, грецькою, італійською, польською, болгарською, китайською, японською, бугійською та іншими мовами світу. Деякі з віршів супроводжуються перекладом на нідерландську чи англійську мови.

## Релігія

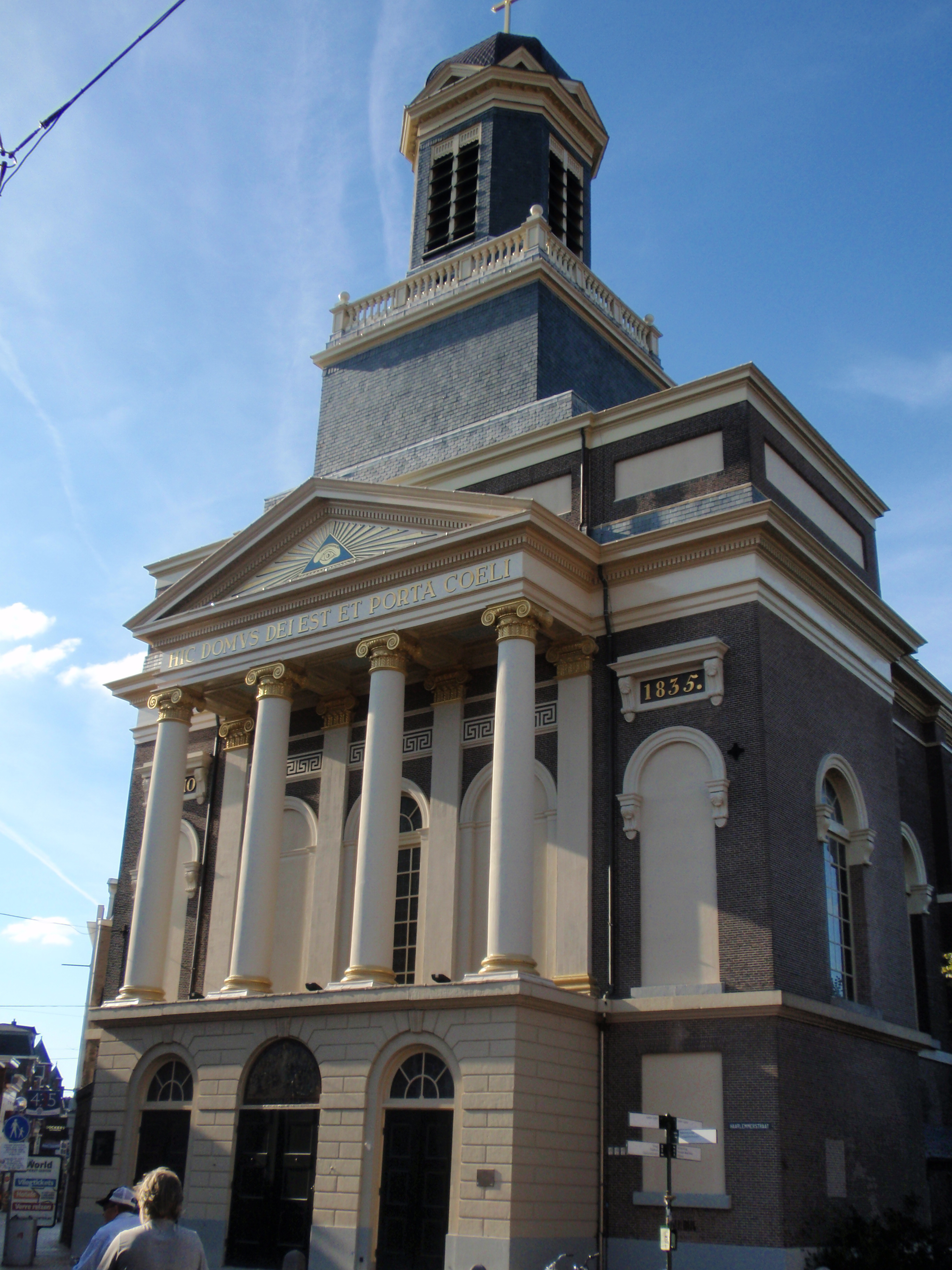
Римо-католицька церква Хартебрюгкерк

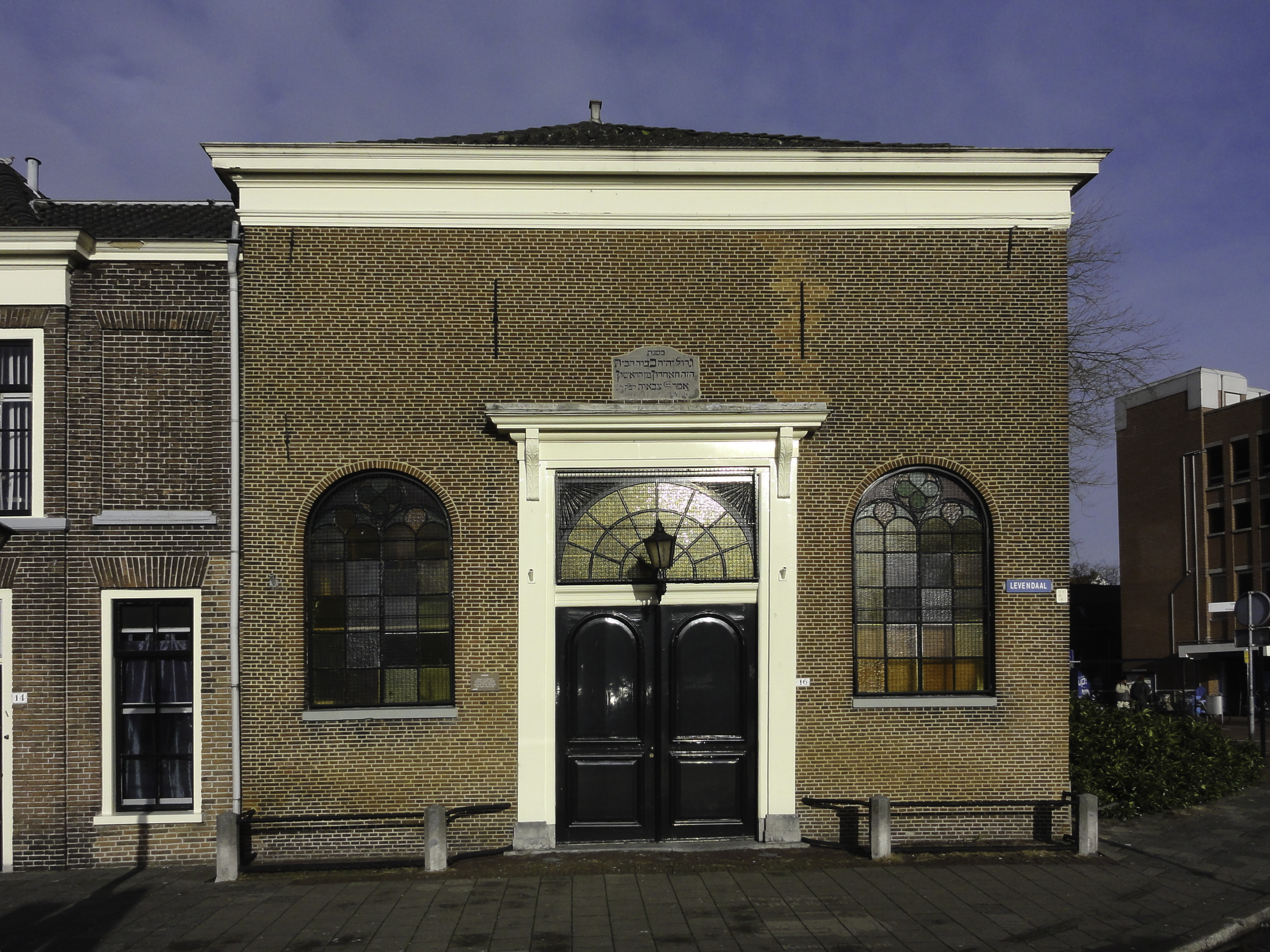
Синагога

За даними соціологічних досліджень, близько 40 % мешканців Лейдена є прихильниками певних релігійних течій, з них 33 % — християни, 5 % — мусульмани і 2 % надають перевагу іншим релігіям. Регулярно відвідують релігійні установи лише 25 % мешканців, тобто дві третини усіх вірян, причому серед мусульман цей відсоток більший, ніж серед християн. Майже половина вірян, 48 % — це люди у віці 55 років і старше.
На території муніципалітету діють багато релігійних та релігійно-філософських організацій, зокрема:
- Армія спасіння
- бахаї
- баптисти
- буддисти
- юдеї
- мусульмани, зокрема, суфісти
- Свідки Єгови
- Теософське товариство
- франкмасони
- Християни:
  - старокатолики
  - римокатолики
  - Протестанти, зокрема меноніти та Новоапостольська церква
- мормони

Діють мечеть та синагога.

## Засоби масової інформації
Лейден має одну щоденну газету «Leidsch Dagblad» (укр. «Лейденська газета»), яка виходить щоранку.
Також є низка безкоштовних друкованих видань:
- Mare (університетське видання);
- Leids Nieuwsblad (тільки за підпискою; новини, об'яви);
- Witte Weekblad (тільки за підпискою; новини, об'яви);
- Het op Zondag (тільки за підпискою; новини, об'яви);
- LOS Magazine (новини з культурного життя міста: поширюється в кафе, магазинах, готелях).

Діє радіостанція Sleutelstad FM та новинарний вебсайт Sleutelstad.nl.

## Торгівля
У Лейдені є найдовша торговельна вулиця в Нідерландах — Хаарлеммерстрат (Haarlemmerstraat). Тут розташована більшість міських магазинів одягу, взуття та промислових товарів. Іншими торговельними вулицями є Бреестрат (Breestraat) і Дузастрат (Doezastraat). Щочетверга більшість магазинів працює довше, ніж звичайно — цей день називають Четвергом шопінгу або Вечором шопінгу (нід. Koopavond). Єдиний торговий центр за межами центральної частини міста розташований на південно-східній околиці Лейдена.
У місті щотижня проводяться продуктові та промислові ярмарки:
- у центрі — щосереди і щосуботи;
- у районі Стевенсхоф — щочетверга;
- у районі Меренвейк — щоп'ятниці;
- у південно-західній частині — щовівторка.

## Транспорт

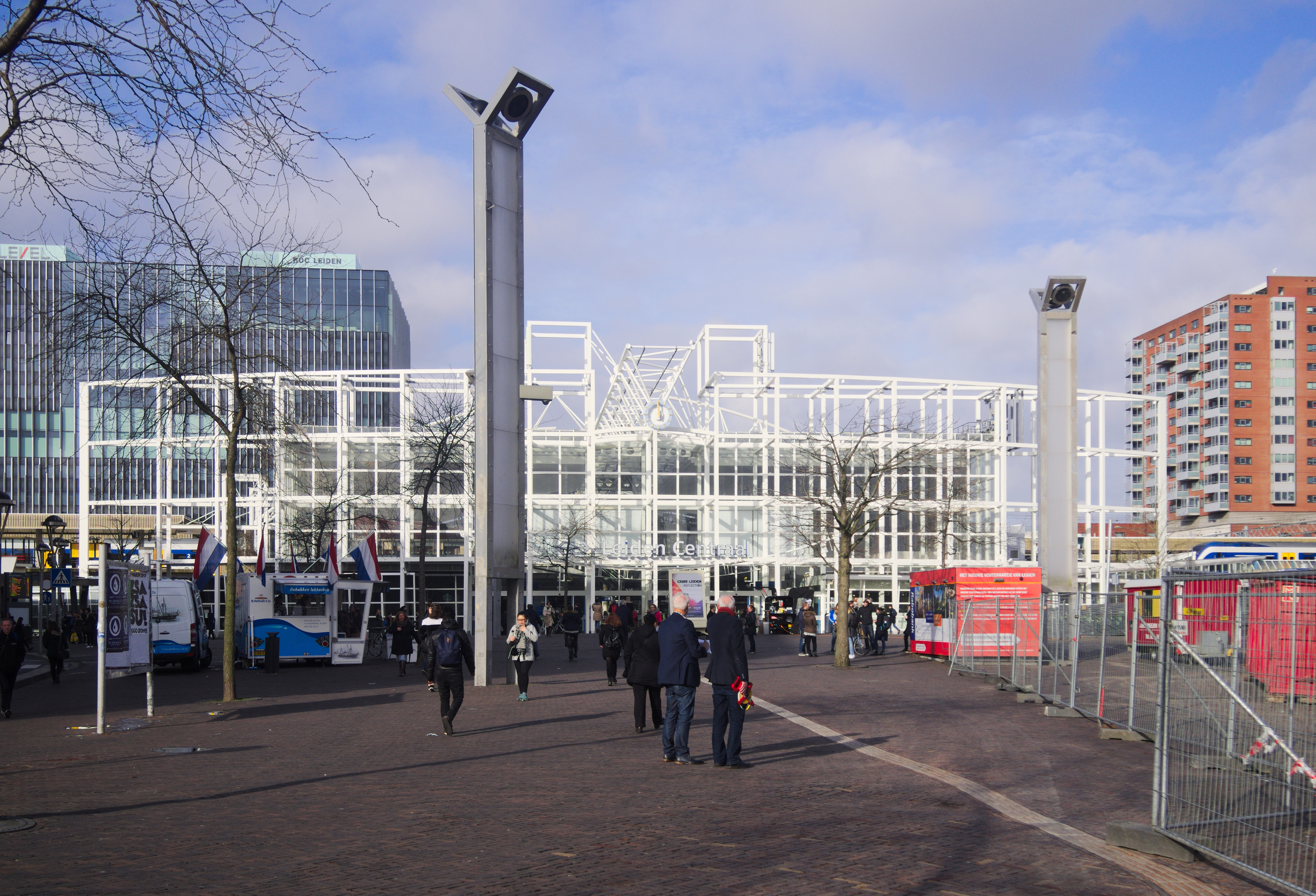
Центральний залізничний вокзал Leiden Centraal

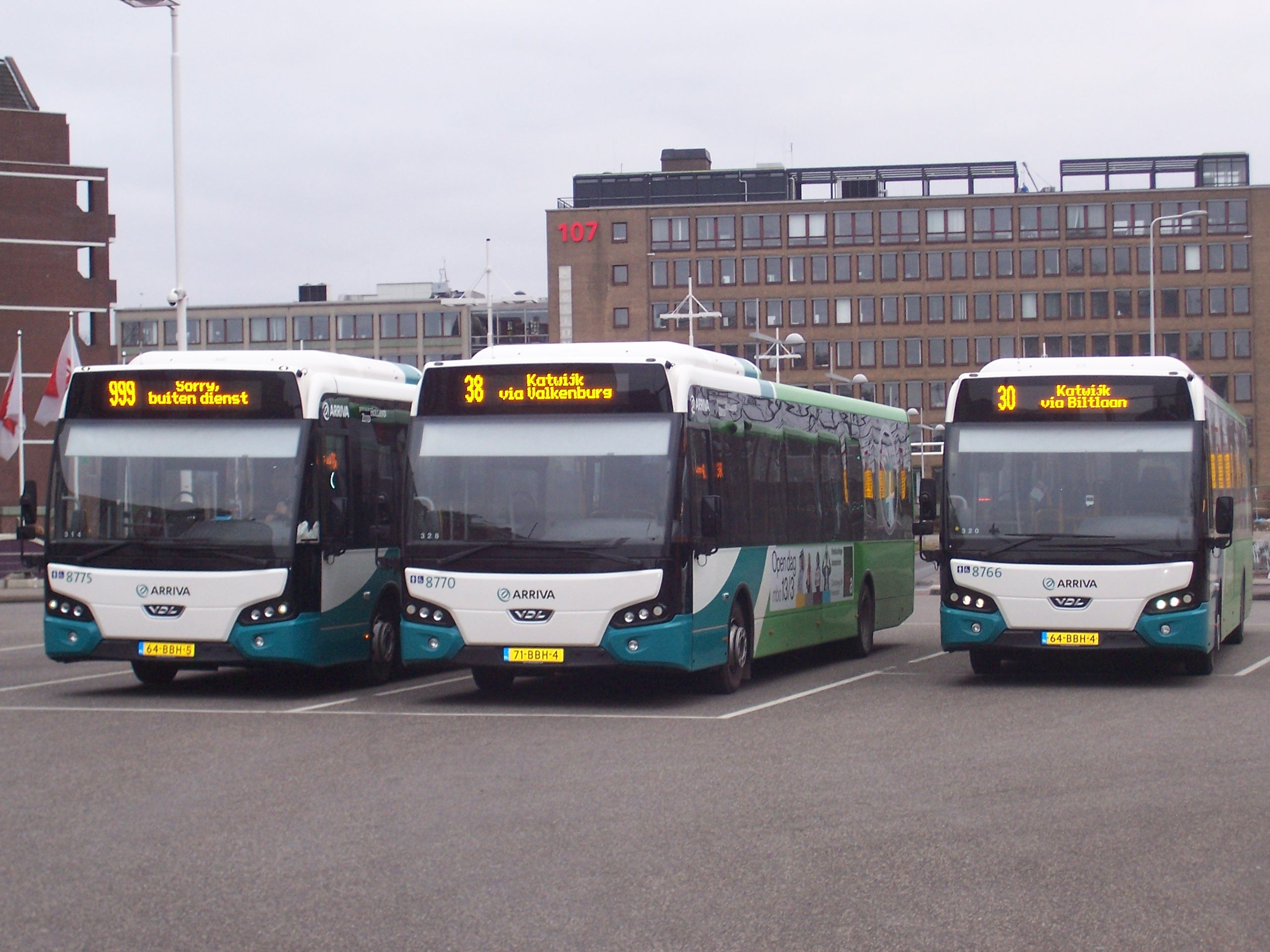
Автобуси на центральній автостанції Лейдена

### Залізниця
На території муніципалітету діє три залізничні станції: Leiden Centraal (центральна, розташована на північно-західній околиці центральної частини), Leiden De Vink (приміська, на південному заході) і Leiden Lammenschans (приміська, на півдні). Дві останні станції виникли після Другої світової війни. До 1939 року в Лейдені також існувала станція Leiden Heerensingel, початкова станція лінії на Гарлем, а до 1919 року на захід від центру діяв зупинний пункт Leiden Witte Poort.
Також через Лейден мала пролягати перша в Нідерландах лінія легкорейковий поїздів, проте проєкт відклали на невизначений термін.

### Автобус
У місті діє розвинена мережа автобусних маршрутів, які зв'язують як райони Лейдена, так і інші голландські міста, зокрема, існують маршрути на Гаагу, Алфен-ан-ден-Рейн, Хофдорп, Катвейк, Нордвейк, Ворсхотен, Зутермер, Ліссе та Гауду.
Автобусне сполучення забезпечується приватними компаніями Arriva (більшість маршрутів) і Veolia. Вартість проїзду залежить від відстані між посадкою та висадкою пасажира. Центральна міська автостанція розташована біля міського залізничного вокзалу Leiden Centraal.
Також у березні-травні з Лейдена курсує спеціальний автобус, яким можна доїхати до відомого парку тюльпанів Кекенхоф.

### Інші види транспорту
У 1879—1961 році в Лейдені також існувала мережа трамвайних ліній. У 1879 році з'явилися перші конки, з 1881 року почав курсувати паровий трамвай, а з 1911 року — електричний. З 1924 року трамвай також зв'язував Лейден з містами Катвейк, Нордвейк, Гарлем та Гаага. З 1961 року у місті діють лише автобусні маршрути.

## Міста-побратими
- Велика Британія — Оксфорд (1946)
- Німеччина — Крефельд (1974)
- Польща — Торунь (1988)
- Нікарагуа — Хуїгальпа (1988)
- ПАР — Баффало-Сіті (1996)

## Особи, пов'язані з містом

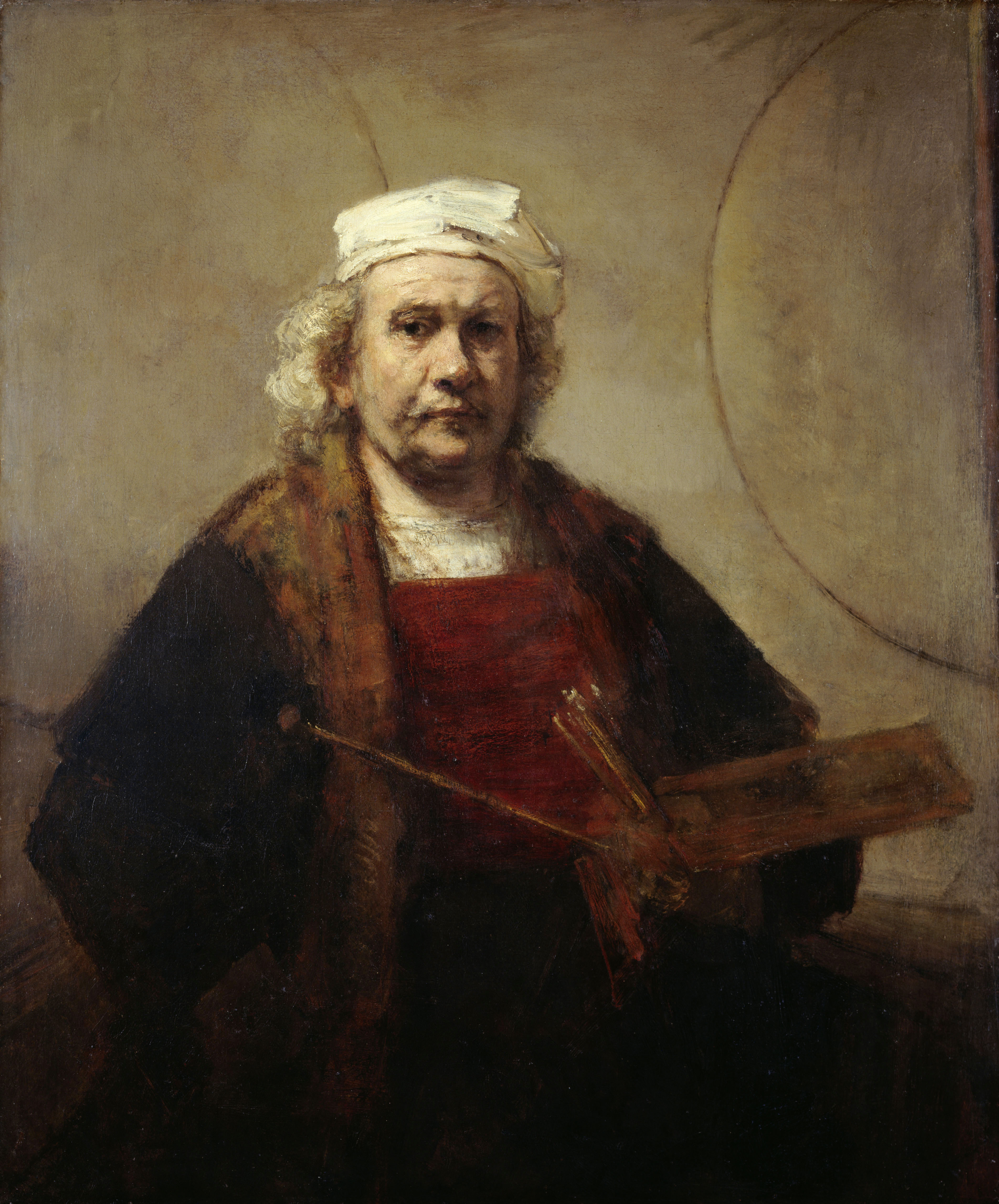
Рембрандт ван Рейн — найвідоміший уродженець Лейдена

- Лука Лейденський (1489—1533) — художник і гравер доби Відродження, уродженець Лейдена.
- Артген ван Лейден (1498—1564) — художник і гравер доби Відродження, майстер живопису і дизайнер вітражів, не родич Луки Лейденського.
- Якоб ван Сваненбург (1571—1638) — художник, представник пізнього маньєризму.
- Ян Лівенс старший (1607—1674) — художник XVII століття, уродженець Лейдена.
- Рембрандт (1606—1669) — художник XVII століття, уродженець Лейдена.
- Абрагам ван Беєрен (1620—1690) — художник, майстер натюрмортів і морських краєвидів (марин), працював у Лейдені.
- Ян Стен (1626—1679) — художник, уродженець Лейдена.
- Габріель Метсю (1629—1667), художник, майстер жанрового, портретного та історичного живопису, уродженець Лейдена.
- Франс ван Міріс Старший (1635—1681) — художник-портретист, уродженець Лейдена.
- Ян ван Міріс (1660—1690) — художник, уродженець Лейдена.
- Віллем ван Міріс (1662—1747) — художник, уродженець Лейдена.
- Франс ван Міріс Молодший (1689—1763) — художник, уродженець Лейдена.
- Гуґо Ґроцій (1583—1645) — нідерландський юрист, один із основоположників сучасного міжнародного права («Вступ до голландської юриспруденції», «Про право війни і миру»). Працював у Лейдені.
- Герард Доу (1613—1675) — художник XVIII століття, учень Рембрандта і учитель кількох нідерландських художників, уродженець Лейдена.
- Армін ван Бюрен — трансовий ді-джей, уродженець Лейдена.

## Галерея

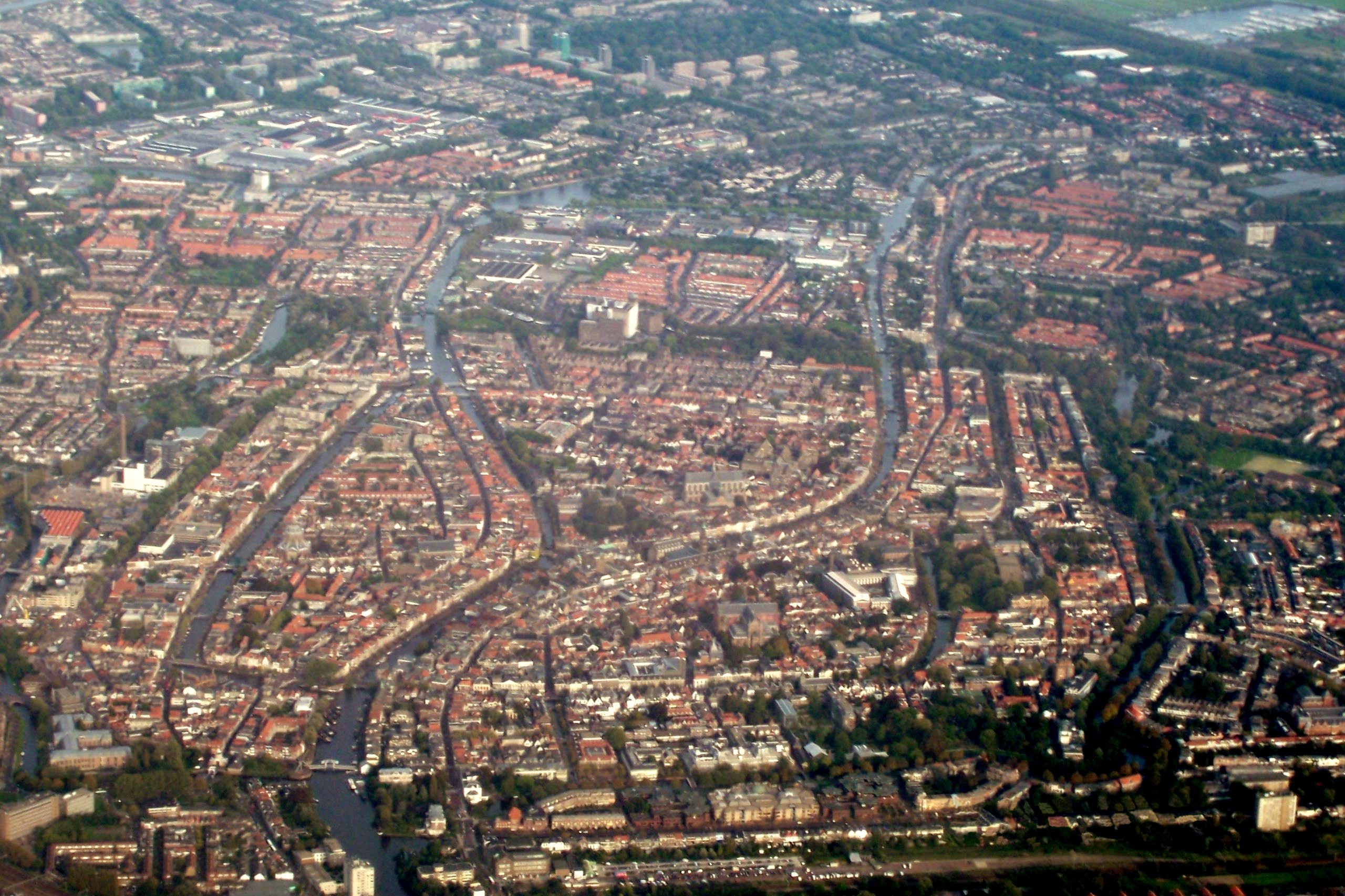
Краєвид Лейдена з літака
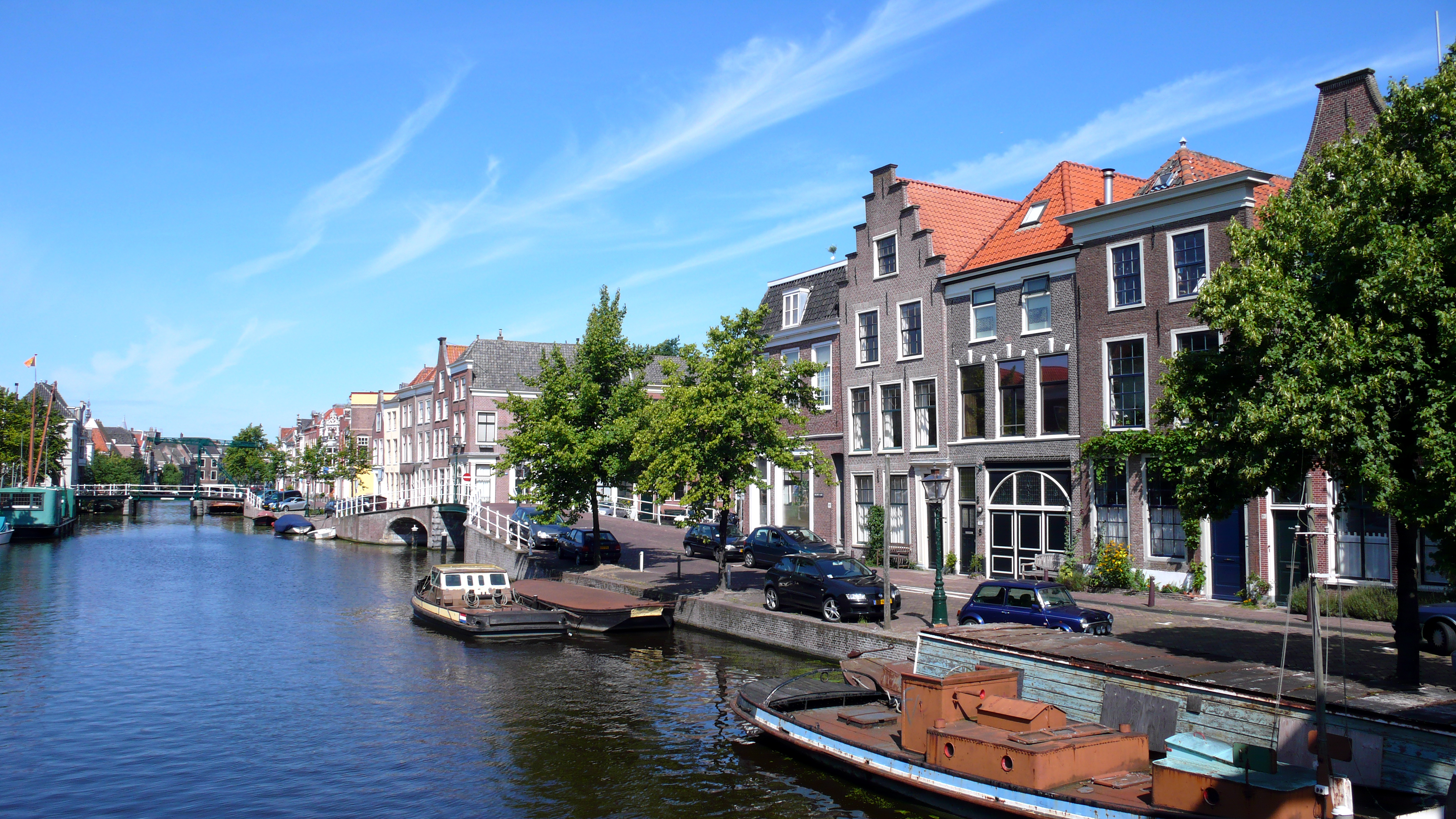
Будинки на каналі Ньїве-Рейн
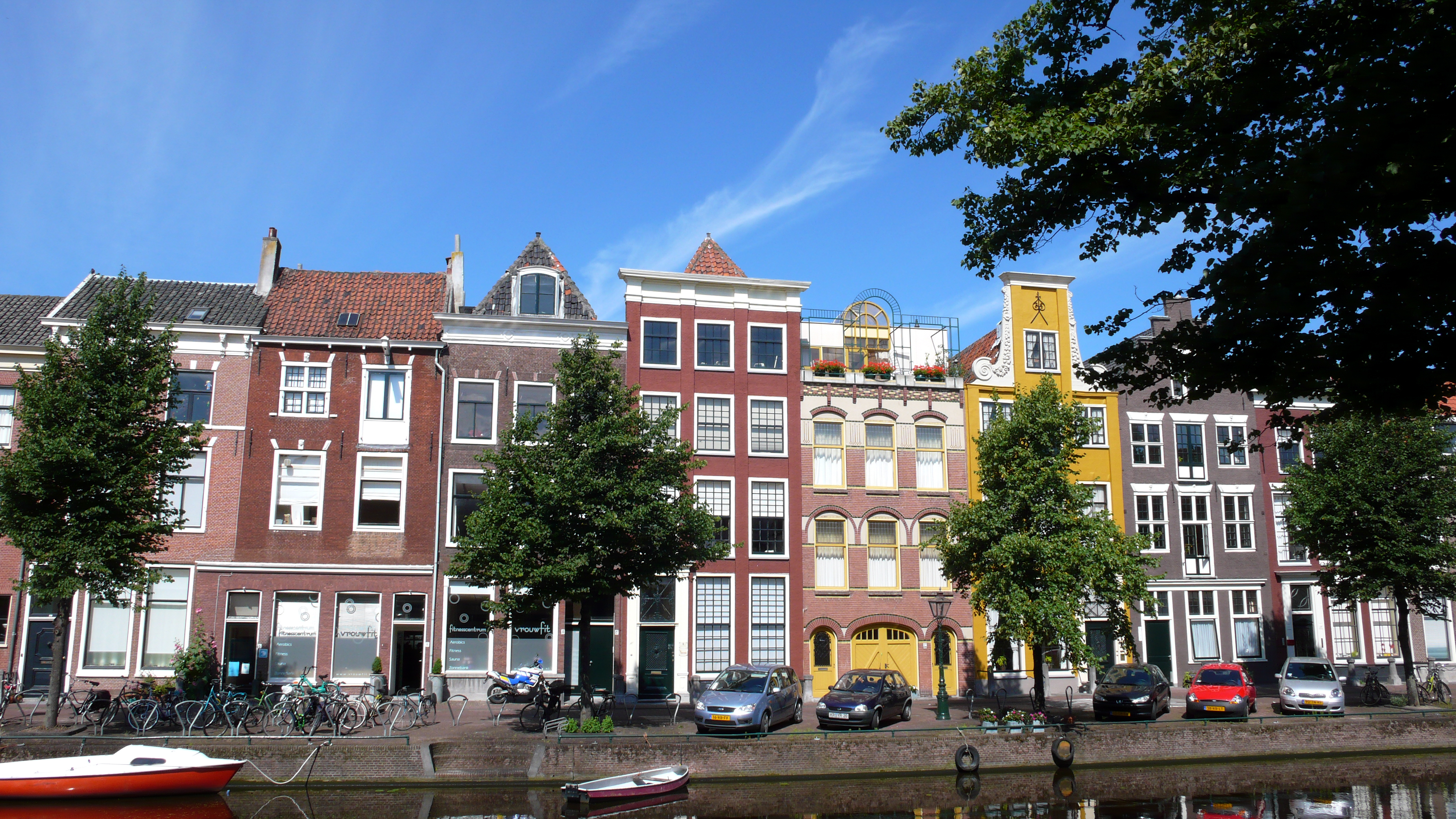
Будинки на каналі Херенграхт
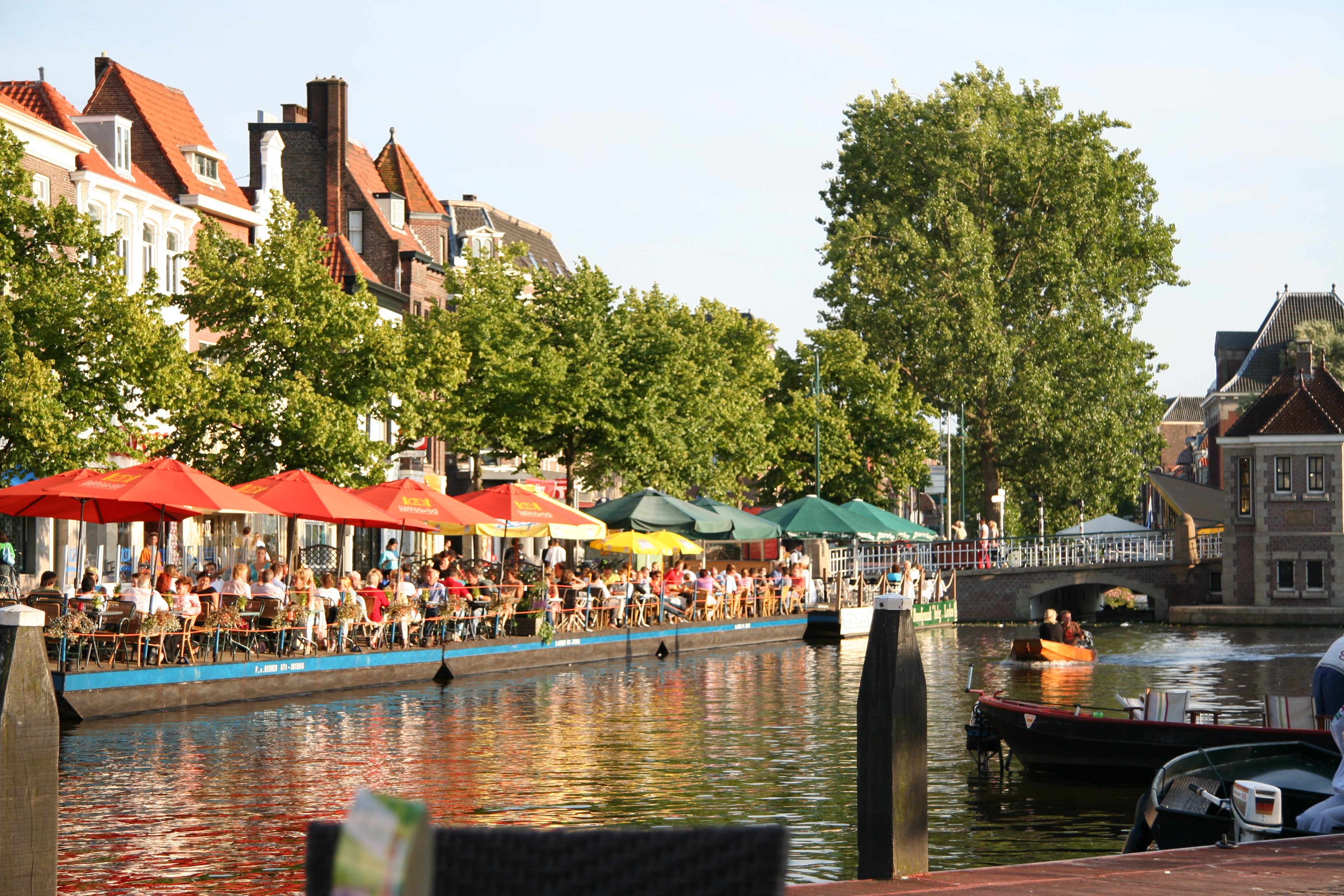
Майданчики кафе на вулиці Турфмаркт
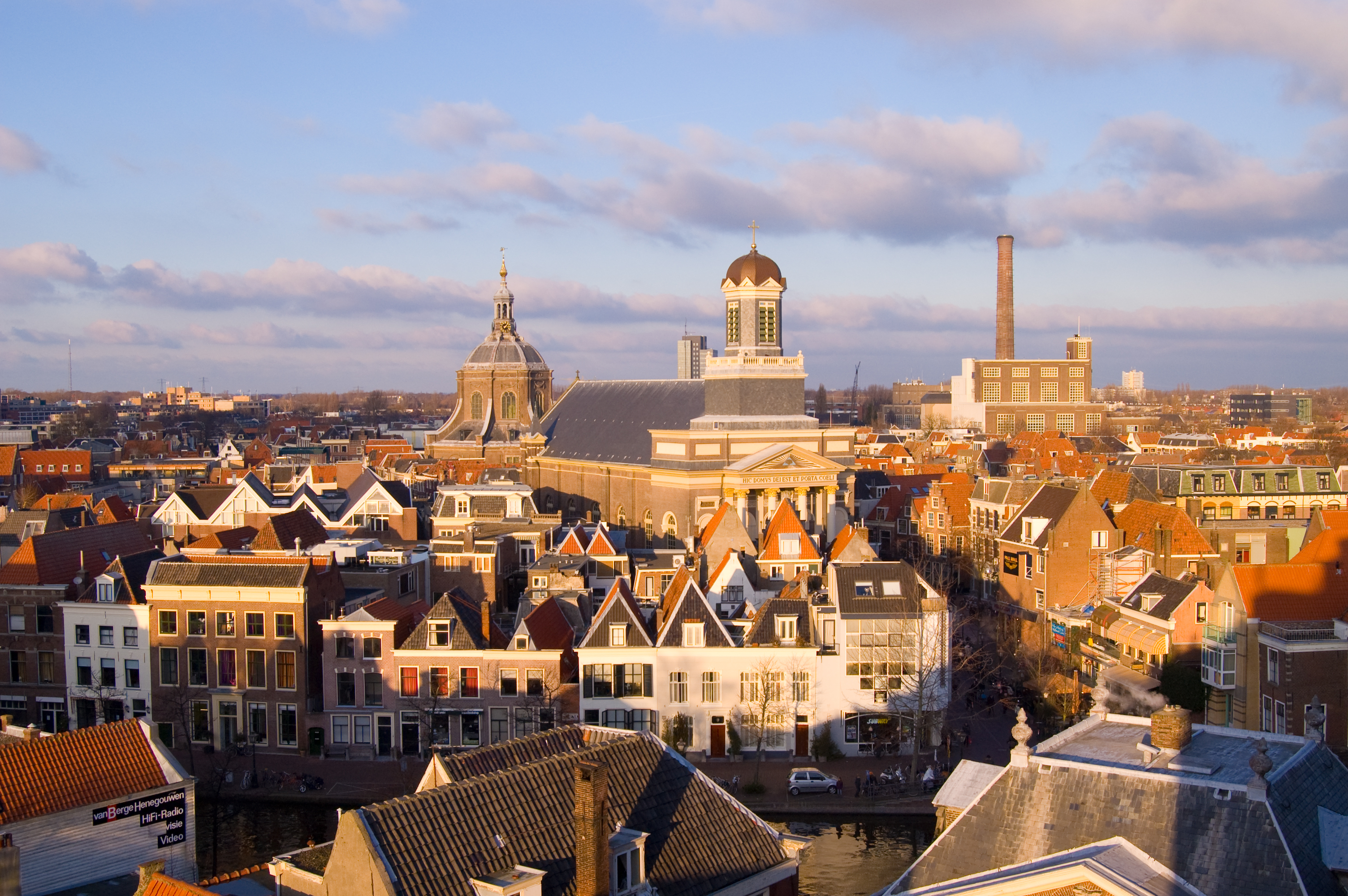
Панорама Лейдена. В центрі — церква Хартебрюгкерк, зліва від неї — церква Марекерк